# Catania
Catania (AFI: /kaˈtanja/, , Catania in siciliano, Cateunia in gallo-italico di Sicilia, AFI: [kaˈtɛu̯nja]) è un comune italiano di 297 173 abitanti, capoluogo dell'omonima città metropolitana in Sicilia; la "città etnea" è inoltre il decimo comune italiano per popolazione, nonché primo fra i non capoluoghi di regione.
È il centro dell'area metropolitana più densamente popolata della Sicilia, e di una più ampia conurbazione nota come Sistema lineare della Sicilia orientale. La città è inoltre il fulcro economico e infrastrutturale del Distretto del Sud-Est Sicilia, istituito il 26 febbraio 2014 alla presenza dell'allora presidente della Repubblica Italiana Giorgio Napolitano. Principale polo industriale, logistico e commerciale della Sicilia, è sede dell'Aeroporto di Catania-Fontanarossa "Vincenzo Bellini", quinto in Italia per traffico passeggeri e principale della Sicilia.
Fondata nel 729 a.C. dai greci calcidesi della vicina Naxos, la città vanta una storia millenaria i cui resti ne arricchiscono il patrimonio artistico, architettonico e culturale. Fu un'importante città romana e poi greco-bizantina fino al 900, quando venne conquistata dagli arabi e poi successivamente dai normanni. Sotto la dinastia aragonese fu capitale del Regno di Sicilia, e dal 1434 per volere del re Alfonso V è sede della più antica Università dell'isola. Nel corso della sua storia è stata più volte interessata da eruzioni vulcaniche (la più imponente, in epoca storica, è quella del 1669) e da terremoti (i più catastrofici ricordati sono stati quelli del 1169 e del 1693).
Il barocco del suo centro storico è stato dichiarato dall'UNESCO Patrimonio dell'umanità, assieme a quello di sette comuni del Val di Noto (Caltagirone, Militello in Val di Catania, Modica, Noto, Palazzolo Acreide, Ragusa e Scicli), nel 2002.
Per l'ingenza e la conservazione del patrimonio architettonico e culturale liberty catanese, la città ha ricevuto nel 2016 il premio di Best LibertyCity ("Miglior città dell'Art Nouveau" o "città liberty dell'anno") dall'Associazione nazionale Italia Liberty.

## Geografia fisica

### Territorio

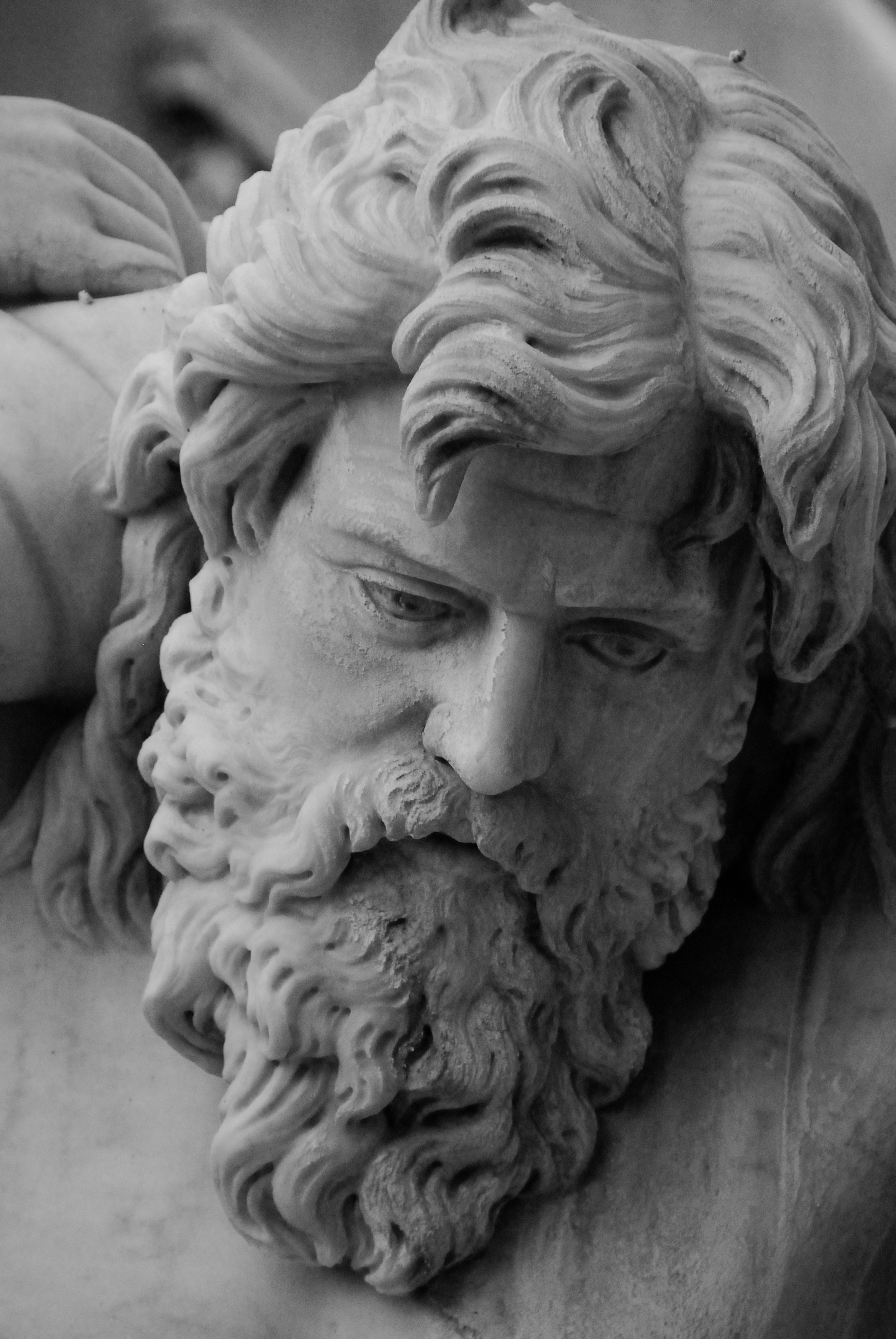
Particolare della fontana dell'Amenano, conosciuta come l'acqua a linzolu (acqua a lenzuolo), sita in piazza del Duomo.

Catania offre paesaggi eterogenei concentrati in un'area ristretta. Sorge sulla costa orientale dell'isola, ai piedi dell'Etna (il vulcano attivo più alto d'Europa) a circa metà strada tra le città di Messina e Siracusa, affacciandosi sul mar Ionio con il golfo che da essa prende il nome.
Il territorio è prettamente pianeggiante a sud e sud-est, e montuoso a nord per la presenza dell'Etna. Esso comprende anche una consistente parte della piana di Catania ('a Chiana), una tra le più estese aree coltivate della Sicilia, la cui zona più vicina al mare costituisce l'Oasi del Simeto, riserva naturale di circa 2.000 ettari, istituita nel 1984. L'Oasi del Simeto prende nome dal fiume Simeto che sfocia a sud della città, nella frazione Primosole (VI Municipio "San Giorgio Librino - San Giuseppe La Rena Zia Lisa Villaggio Sant'Agata").
Il nucleo originario della città era situato su un'altura: la collina di Monte Vergine (49 m s.l.m.), nata da un'eruzione preistorica dell'Etna datata tra 15.000 e 3960 ± 60 anni dal presente, corrispondente all'odierna Piazza Dante Alighieri dove sorge il monastero di San Nicolò l'Arena (diventata sede universitaria), nei pressi della quale scorreva un corso d'acqua, l'Amenano, che sfociava vicino a Piazza del Duomo, mentre a sud vi era il terrazzo di Acquicella (15 m s.l.m.), separato dal fiume da una valle, poi colmata dalle lave dell'eruzione del 1669. L'unico altro rilievo importante è la collina di Santa Sofia (303 m s.l.m.), nel quartiere omonimo, dove sorge la Cittadella Universitaria, quasi al confine con Gravina di Catania, comune del vasto hinterland.
Il verde pubblico è costituito dai parchi situati all'interno della città (le aeree verdi sono 20). Sono sei quelli di una certa grandezza e importanza: il Giardino Bellini o Villa Bellini, chiamato 'a Villa, è dedicato al musicista Vincenzo Bellini; il Giardino Pacini o Villa Pacini, soprannominato Villa 'e varagghi (cioè "degli sbadigli") dedicato al musicista Giovanni Pacini; il Parco Gioeni (situato a nord del quartiere Borgo, alla fine della via Etnea, tra i più estesi); il Parco Falcone e Borsellino (a nord del corso Italia), dedicato agli omonimi magistrati uccisi dalla mafia; e il Boschetto della Plaia (il maggiore per estensione, nella zona tra il sud della città e l'aeroporto Vincenzo Bellini, l'ex Mercato Ortofrutticolo Comunale e il quartiere della Plaia). Tra gli altri, per l'importanza storica e per la conservazione della biodiversità, va segnalato l'orto botanico di Catania nel quartiere Mercede (III Municipio "Borgo Sanzio"').
La città è attraversata da un fiume sotterraneo, il già citato Amenano, che anticamente sfociava dove c'è la suddetta Villa Pacini e nel ventunesimo secolo sfocia più a sud-est, dove c'è il porto. Esso si rende visibile alla Fontana dell'Amenano, fontana in marmo bianco chiamata dai catanesi l'Acqua a 'llinzolu che sorge tra la cosiddetta "Pescheria" e la piazza del Duomo, e nei sotterranei del locale Ostello Agorà. In passato, fino al 1669, poco fuori dalle mura a ovest si trovava una piccola zona umida naturale, nota con il nome di Gurna di Nicito, probabilmente alimentata da un corso d'acqua: l'area, oggi scomparsa, è stata coperta dalla colata lavica del 1669. Sebbene la toponomastica locale conservi la memoria di questo ambiente nel nome di via Lago di Nicito, il perimetro esatto e l'ubicazione dell'area restano incerti.
Ma è stato tutto il territorio circostante a mutare profondamente in seguito a calamità naturali come le varie colate laviche: la costa a nord del porto è costituita da una scogliera, sita dove è presente la Stazione Centrale, detta dell'Armìsi e formata in varie epoche storiche nel 1169, 1329 e 1381, anno in cui venne coperto anche parte dell'antico Porto Ulisse nel quartiere Ognina; tale tratto di costa comprende la spiaggetta di San Giovanni li Cuti. L'area a sud del Castello Ursino, che in origine si affacciava direttamente sul mare dal promontorio meridionale di Catania, è oggi il risultato della grande colata lavica del 1669 indicata sopra. Durante l'eruzione, la colata superò le mura della città, si accumulò progressivamente intorno al Castello e iniziò a colmare il fossato che circondava l'edificio, oltrepassando anche i dintorni del bastione noto con il nome di Baluardo di San Giorgio. Fra maggio e giugno, la lava raggiunse quasi l'altezza delle finestre del Castello, che vennero murate per protezione, e il flusso principale si riversò in mare formando un delta lavico di circa 1500 metri di estensione e spostando in avanti la linea di costa di circa 800 metri. Questo processo modificò radicalmente la conformazione costiera, isolando il Castello dalla riva e innalzando il livello del terreno circostante di molti metri. Di conseguenza, la linea di spiagge sabbiose della Plaja, oggi nota area balneare, iniziò più a sud rispetto al tracciato precedente, sviluppandosi sul nuovo terreno creato dalla solidificazione della lava con la copertura o il riassorbimento delle precedenti zone umide e delle spiagge naturali.

### Clima
La città e la piana di Catania presentano un clima mediterraneo, pur con alcuni connotati di tipo subtropicale e continentale, ben ravvisabili dall'analisi dei dati climatici delle stazioni meteorologiche ufficiali di Fontanarossa e di Sigonella, che descrivono rispettivamente il quadro relativo alla città di Catania e all'entroterra della piana.
Le precipitazioni sono comprese in media tra i 450 e i 550 mm annui, con minimo estivo molto marcato e moderato picco nella stagione autunnale.
L'inverno assicura temperature generalmente piuttosto miti, ma l'escursione termica rispetto alle ore notturne è abbastanza pronunciata, specie in presenza di cielo sereno e vento debole, per effetto della presenza di un esteso territorio pianeggiante a sud, e nella parte più interna, della presenza dell'Etna. La neve è molto rara, a causa dell'ombra orografica dell'Etna che ripara la città dai freddi venti settentrionali. Nonostante ciò, occasionali fioccate si sono viste più volte nel corso degli anni nei quartieri collinari, più consistenti nell'hinterland a nord della città. Brevi nevicate si sono avute il 9 febbraio 2015, il 6 gennaio 2017 e il 5 gennaio 2019 anche se l'ultima nevicata con accumulo di particolare rilevanza risale al 16-17 dicembre 1988.
Il record assoluto di freddo, -7 °C, fu raggiunto il 1º febbraio 1962.
L'estate, di lunga durata, si presenta molto calda, a volte con alti tassi di umidità. Mentre lungo la fascia litoranea le temperature massime sono parzialmente contenute dalla brezza marina di levante, nella parte più interna della città e della piana si registrano valori molto elevati.
Alle ore 15 del 24 luglio 2023 la temperatura ha raggiunto il picco di 47,6 gradi.
| Catania m 4 s.l.m. (1965-1994) | Mesi  | Mesi  | Mesi  | Mesi  | Mesi  | Mesi  | Mesi  | Mesi  | Mesi  | Mesi  | Mesi  | Mesi  | Stagioni | Stagioni | Stagioni | Stagioni | Anno |
| Catania m 4 s.l.m. (1965-1994) | Gen   | Feb   | Mar   | Apr   | Mag   | Giu   | Lug   | Ago   | Set   | Ott   | Nov   | Dic   | Inv      | Pri      | Est      | Aut      | Anno |
| ------------------------------ | ----- | ----- | ----- | ----- | ----- | ----- | ----- | ----- | ----- | ----- | ----- | ----- | -------- | -------- | -------- | -------- | ---- |
| T. max. media (°C)             | 15,0  | 15,4  | 17,0  | 19,3  | 23,2  | 27,1  | 29,9  | 30,2  | 27,3  | 23,2  | 19,2  | 16,0  | 15,5     | 19,8     | 29,1     | 23,2     | 21,9 |
| T. min. media (°C)             | 7,8   | 7,9   | 9,1   | 11,0  | 14,6  | 18,2  | 20,8  | 21,3  | 18,7  | 15,4  | 11,7  | 8,9   | 8,2      | 11,6     | 20,1     | 15,3     | 13,8 |
| Precipitazioni (mm)            | 95    | 60    | 55    | 33    | 24    | 7     | 6     | 13    | 53    | 129   | 98    | 108   | 263      | 112      | 26       | 280      | 681  |
| Vento (direzione-m/s)          | W 4,7 | W 5,0 | W 5,0 | W 5,0 | E 5,1 | E 5,3 | E 5,2 | E 5,0 | E 4,7 | W 4,5 | W 4,4 | W 4,7 | 4,8      | 5,0      | 5,2      | 4,5      | 4,9  |

## Origini del nome
Secondo lo storico greco Plutarco il suo nome deriva dal siculo katane (cioè grattugia, parola di origine indoeuropea), per l'associazione con le asperità del territorio lavico su cui sorge, od anche dal latino catinum (catino, bacinella) per la conformazione naturale a conca delle colline intorno alla città o come riferimento al bacino della Piana. L'etimologia resta comunque oscura: secondo altre interpretazioni, il nome deriverebbe dall'apposizione del prefisso greco katà- al nome del vulcano Etna (Aitnè, dal greco) (in modo che ne risulti "nei pressi di" o "appoggiata" all'Etna). In epoca araba il geografo Al-Muqaddasi precisa che la città di Qutāna «Si chiama anche Madīnat al-Fīl (Città dell'Elefante)» e Idrisi la riporta come Balad al-fîl, di analogo significato.
Nel 1836 la città di Catania fu soprannominata "la Sicula Atene" per via della vocazione commerciale. Altri soprannomi attribuiti sono quelli di “protettrice dei Re”, riferito al periodo aragonese 1282-1412 – « castigo Rebelles, Invictos supero, Catania tutrix regum » si legge nello stemma civico pubblicato per la mappa della città sul Civitates orbis terrarum, volume V, 1598 –, quando il Castello Ursino fu sede della monarchia siciliana (e quindi capitale della Sicilia); o ancora di “Milano del sud” in relazione al grande boom economico che ebbe negli anni '60.

## Storia

### Età antica
La collina di Monte Vergine occupa una posizione strategica fra il mare, l'Etna e la maggiore pianura di Sicilia. Le frequentazioni umane preistoriche sono state intercettate in più punti e in particolare nell'area dell'ex Monastero dei Benedettini di San Nicolò l'Arena e in quella confinante di via Teatro Greco. All'interno dell'area del monastero benedettino, i reperti rinvenuti risalgono al periodo compreso tra il Neolitico e la fine dell'età del Rame; agli inizi dell'Eneolitico si data una tomba a fossa polisoma, rinvenuta sempre all'interno del monastero. In uno spazio delimitato fra l'Odeon e la via Teatro Greco, sono state individuate stratificazioni urbanistiche riconducibili a due fasi preistoriche. La prima, datata al radiocarbonio alla seconda metà del VI millennio a.C., è relativa all'insediamento umano di uno o più ripari sotto roccia, dagli inizi del Neolitico medio fino a quello tardo. La seconda fase, datata al radiocarbonio alla fine del V millennio a.C., appartiene a un abitato con capanne degli inizi dell'Eneolitico, cui verosimilmente va attribuita la citata tomba scoperta ai Benedettini.
Sebbene si conoscano rinvenimenti sporadici dell'età del Bronzo e di quella del Ferro, l'area era probabilmente disabitata quando, nel 729-728 a.C., coloni greci provenienti da Naxos, a sua volta fondata da Calcide in Eubea, guidati dall'ecista Evarco vi fondarono Kατάvη. La città greca conobbe la sua stagione migliore nel corso del V secolo a.C. e si sviluppò un vasto abitato greco. Nel 476 a.C. Gerone I di Siracusa ne fece la propria sede, sostituendo gli abitanti e mutandone il nome in Aitna. Tale episodio, cantato da Pindaro, durato un quindicennio, potrebbe essere stato al centro di una tragedia perduta di Eschilo, ma restano monete d'argento tra le più eleganti dell'antichità. Riacquisiti l'antico nome e gli originari abitanti, alla fine del secolo, durante la guerra del Peloponneso, la città parteggiò per Atene contro Siracusa. Conquistata dai Siracusani nel 403 a.C., dispersi i suoi abitanti e ripopolata con mercenari Campani, per la città ebbe inizio un declino che si concluse solo con la conquista romana di Manio Valerio Massimo Messalla nel 263 a.C.
Càtina (o Càtana) divenne colonia augustea nel 21 a.C. Da quel momento la città si dotò di grandi edifici pubblici che la trasformeranno in uno dei più ragguardevoli centri dell'impero e che nei secoli successivi condizioneranno il suo sviluppo urbano.
La città fu sede di una precoce comunità cristiana e dal IV secolo, se non da prima, di una cattedra vescovile. Al cristianesimo si legano le trasformazioni di alcuni edifici e il lento processo di sviluppo da città antica a città medievale.

### Età medievale
Alla caduta dell'Impero romano la Sicilia venne conquistata nel VI secolo dagli Ostrogoti del re Teodorico il Grande che si occupò della ricostruzione delle mura della città, utilizzando le pietre che costituivano l'anfiteatro romano. Venne in seguito conquistata dai Bizantini, e nella prima metà del IX secolo dai musulmani. Quello del dominio islamico fu per Catania un periodo di decadenza, poiché gli arabi oppressero la cultura profondamente greco-bizantina della Sicilia orientale e spostarono il centro del potere nella parte occidentale dell'isola, a Palermo. Nel 1071 viene conquistata dai Normanni; Ruggero preferì creare una struttura civile ed ecclesiastica integralmente nuova, affidando ai monaci benedettini la direzione dell'evangelizzazione religiosa e della riorganizzazione civile. Catania venne infeudata al fidato monaco bretone Ansgerio. Questi venne anche nominato abate dell'Abazia benedettina di S. Agata, e vescovo di una nuova diocesi molto larga (da Mascali a Enna e Piazza Armerina). Con l'approvazione del papa Urbano II (bolla pontificia del 9 marzo 1092); la città sarà elevata solo nel 1859 a sede arcivescovile. Fu poi governata dagli Svevi, periodo in cui si eresse il Castello Ursino e si crearono le figure amministrative che perdurarono fino al 1817 circa. La città fu una delle sedi della corte di Federico II di Svevia e da qui furono emanati editti e leggi di grande importanza. Alla fine del casato Hohenstaufen furono gli Angioini a prendere possesso della città, occupandola militarmente abusando spesso della popolazione locale.
Nel 1282 la Sicilia fu conquistata da Pietro III d'Aragona (la cui moglie, Costanza di Svevia, era figlia del re Manfredi). Il regno passò poi al ramo cadetto della Casa d'Aragona, che fino a Martino I fece di Catania la capitale del Regno di Sicilia ulteriore. Nel 1409, dopo l'annessione del regno alla Corona d'Aragona, la Sicilia perse l'indipendenza e passò sotto il dominio spagnolo, poi sabaudo, poi austriaco e infine dei Borbone.

### Età moderna

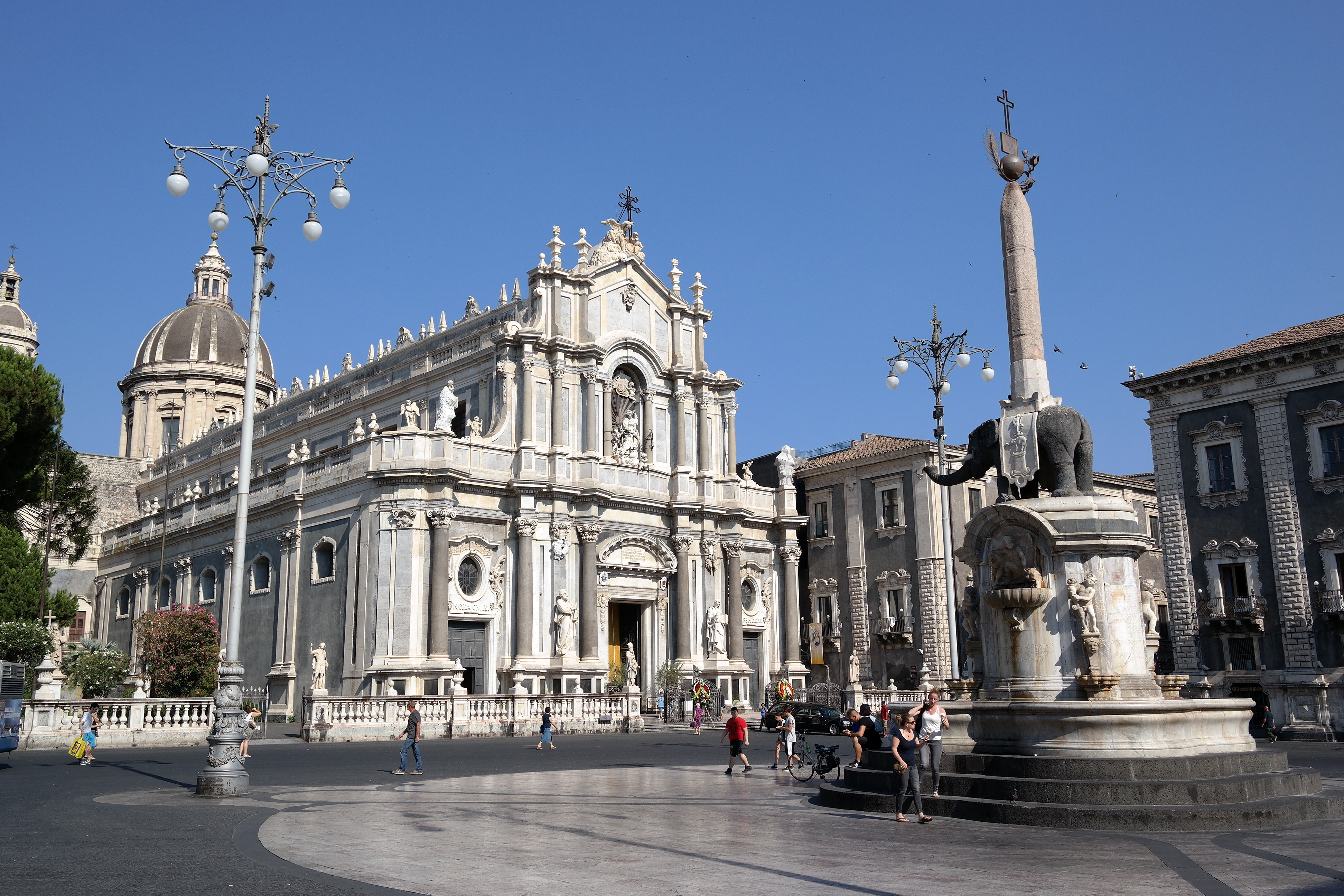
Il Duomo e fontana dell'Elefante.

Nel 1622, Emanuele Filiberto di Savoia, viceré di Sicilia, con lettera ratificata da Filippo IV, aveva assegnato al Senato catanese funzioni pari a quelli di Palermo e Messina, concedendole una certa autonomia.
Le due gravissime catastrofi naturali di fine XVII secolo (l'eruzione dell'Etna del 1669 e il terremoto del Val di Noto del 1693) segnano "il transito verso la modernità". La ricostruzione post-terremoto si contraddistinse per lo stile Barocco; uno tra i pochissimi grandi monumenti che mantenne la sua forma integra e originale fu il Castello Ursino. Di contro antichi edifici furono rinnovati e riedificati con i nuovi stili settecenteschi: grandi esempi sono la cattedrale (della precedente rimasero integre solo le absidi normanne), il Palazzo degli Elefanti, il Monastero di San Nicolò l'Arena o nei vari monasteri siti in Via dei Crociferi. Il lavoro del grande architetto Giovanni Battista Vaccarini fu cruciale sia per i progetti che interessarono questi particolari monumenti ma anche per il piano urbanistico che egli stesso disegnò.

### Età contemporanea
Tra il 1816 e il 1818 acquisì lo status di comune, lasciando quello di urbs, in modo da essere governata da un intendente, coadiuvato dal segretario generale e dal Consiglio di intendenza. Sempre nel 1818 - il 20 febbraio - si verificò un terremoto con epicentro ad Aci Catena o Aci Sant'Antonio - diversi sono i pareri sul punto esatto - a causa del quale Catania soffrì moltissimo: il Castello Ursino fu reso inabitabile e vennero danneggiati i Conventi dei Minoriti (con l'annessa Chiesa di San Michele Arcangelo), dei Francescani, dei Crociferi, di Sant'Agostino, di Sant'Agata la Vetere e dei Benedettini, gli edifici dell'Università, il collegio Cutelli, il Seminario dei Chierici e gli ospedali di Santa Marta e di San Marco. Ma a differenza della provincia, che ne risentì notevolmente anche dal punto di vista demografico, Catania questa volta non registrò alcuna vittima.
Nel 1849, durante la riconquista borbonica della Sicilia, la città subì pesanti distruzioni e i suoi abitanti stupri, saccheggi e uccisioni fino a che il 7 aprile, dopo aspri combattimenti, fu occupata dalle truppe di Ferdinando II sotto il comando di Carlo Filangieri, principe di Satriano. Nel 1898 la città fu insignita della medaglia d'oro al valor militare per le sue azioni eroiche di quei giorni.
Nel 1860 Catania entrò a fare parte del Regno d'Italia; da allora è uno dei principali comuni italiani, il secondo in Sicilia, e capoluogo della sua città metropolitana.

### Simboli
Stemma

Gonfalone civico di Catania

Lo stemma della Città di Catania è stato riconosciuto con DCG dell'11 agosto 1934 ed è costituito da uno scudo con lo sfondo azzurro, cimato dalla corona reale aragonese e, nella parte inferiore, la legenda che riporta la sigla “S.P.Q.C.”, (sulla falsariga di SPQR) che in lingua latina significa Senatus PopulusQue Catanensium, mentre tradotto in italiano: Il Senato e il Popolo Catanese. Al centro è presente un elefante posto di profilo di colore rosso porpora con le zanne rivolte a sinistra (destra araldica), sopra di esso è presente una lettera “A” maiuscola anch'essa di colore rosso, che sta per Agata, il nome della santa patrona.
Gonfalone
In alto, l’iscrizione centrata in oro "Città di Catania", la legenda "Castigo rebelles" a destra ed "Invictos supero" a sinistra e sotto lo scudo, su nastro svolazzante il motto: Catania tutrix regum.»

### Onorificenze
La città di Catania è ottava tra le 27 città decorate di medaglia d'oro come "benemerite del Risorgimento nazionale" per le azioni altamente patriottiche compiute dalla città nel periodo del Risorgimento. Periodo, definito dalla Casa Savoia, compreso tra i moti insurrezionali del 1848 e la fine della prima guerra mondiale nel 1918.

## Monumenti e luoghi d'interesse

### La città antica

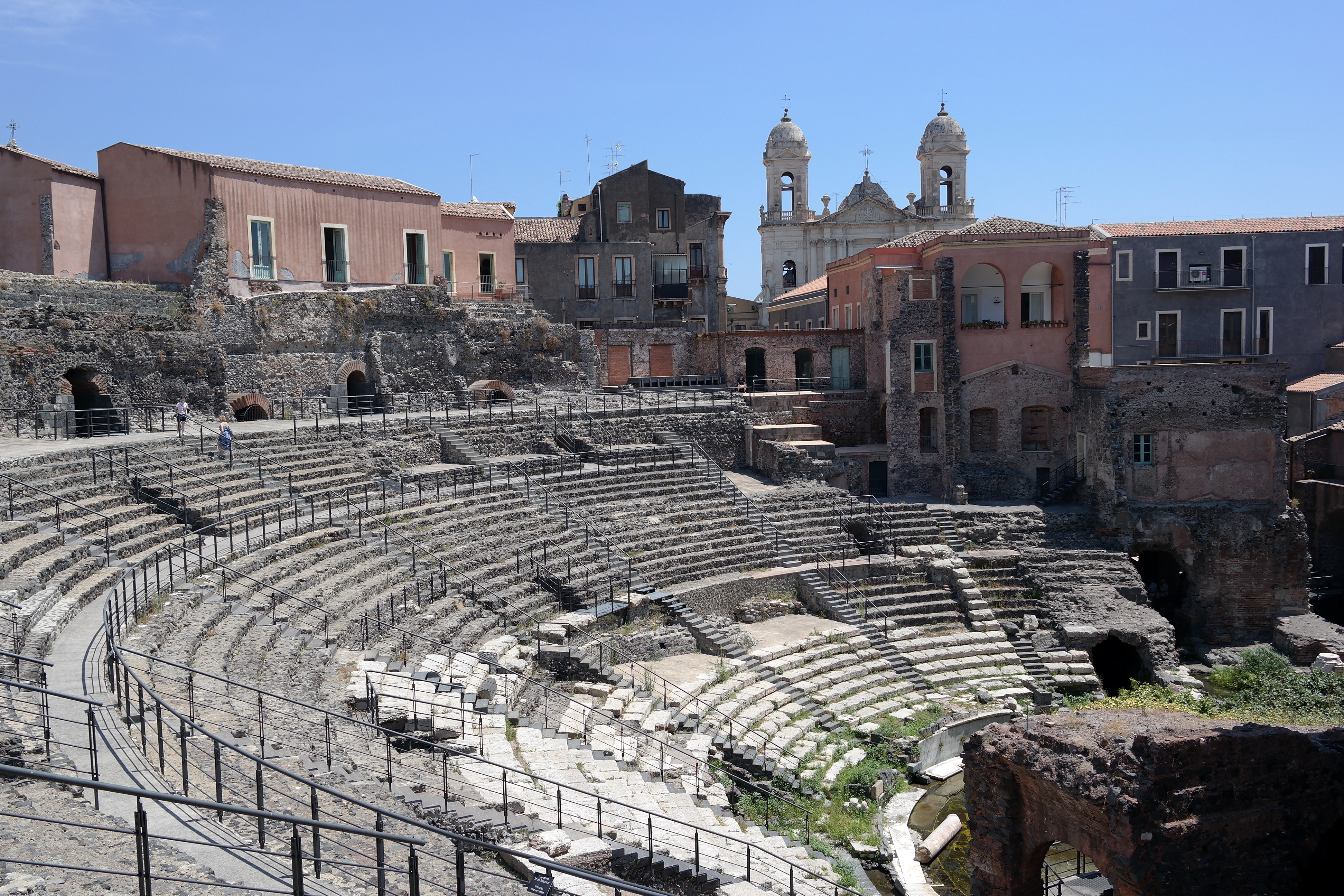
Il Teatro romano di Catania

A Catania del periodo greco non rimangono molte tracce, a causa di vari fattori sia naturali (terremoti e colate laviche che hanno rovinato la città) che antropici, come le ricostruzioni che spesso hanno ricoperto le precedenti architetture. Inoltre, non sono mai state eseguite grandi campagne di scavi e studi archeologici se non in casi sporadici della sua storia moderna. Tuttavia, secondo alcuni studiosi, gli zoccoli di alcune costruzioni pubbliche e private esistenti sono da attribuire al fiorente periodo della colonizzazione greca.
Gli scavi archeologici all'interno dell'ex monastero dei Benedettini nel 1978 (quando, cioè, il complesso è stato acquistato e ristrutturato dal Comune) hanno confermato un'imponente e stratificata urbanizzazione dell'area fin dall'epoca eneolitica: sono state rinvenute strutture di edifici del VI e del IV secolo a.C. appartenenti alla fase più antica della colonia calcidese.
Migliore fortuna hanno avuto i monumenti di epoca romana che hanno resistito testimoniando l'importanza della città nei tempi antichi, inoltre numerosissimi reperti provengono dagli scavi occasionali della città (la gran parte di questi – tra cui mosaici, statue e persino il frammento di una colonna istoriata – è esposta al Museo civico al Castello Ursino).

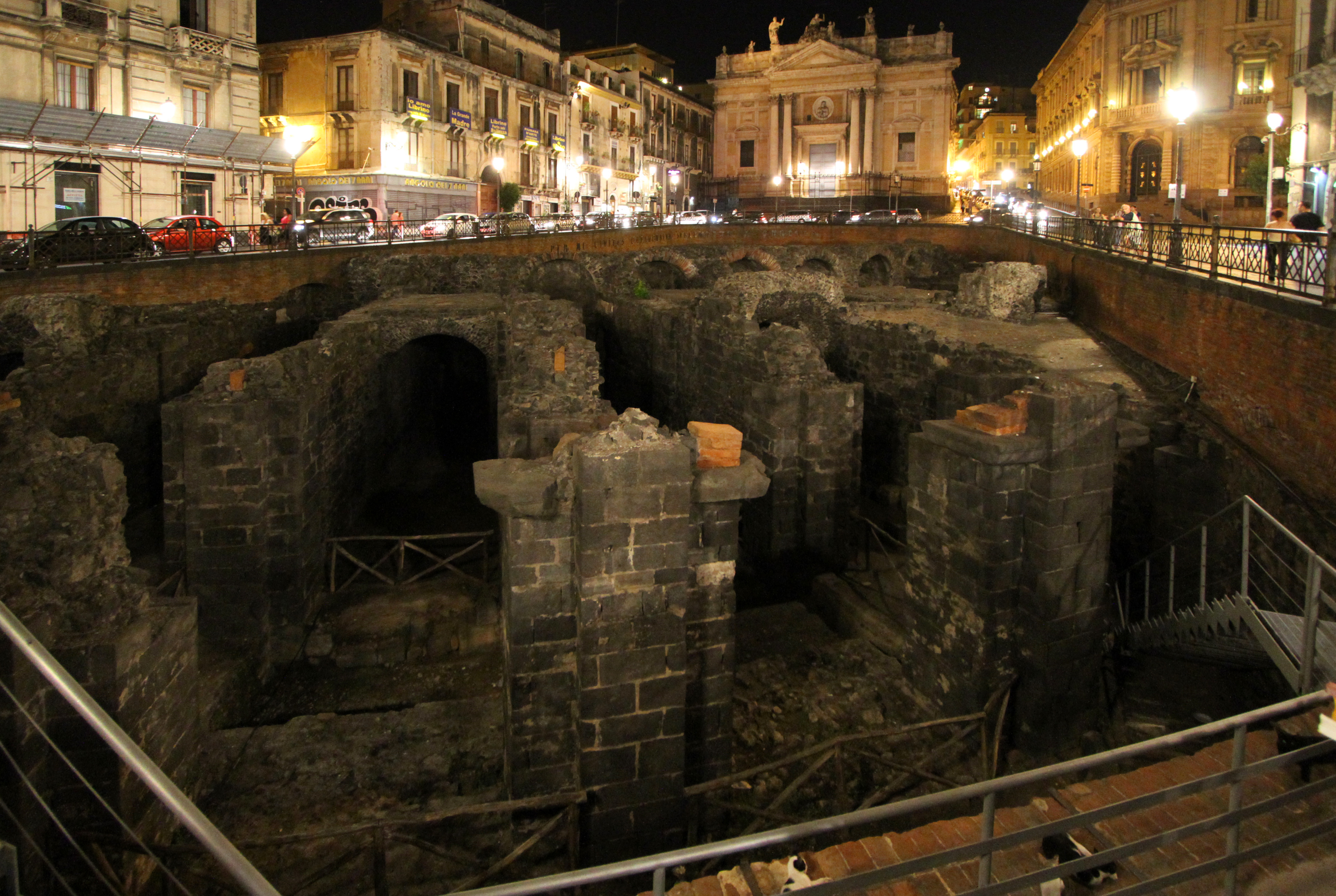
L'Anfiteatro romano di Catania.

Il teatro romano (del II secolo), l'Odeon (III secolo), l'Anfiteatro romano (II secolo), le Terme dell'Indirizzo (in piazza Currò), le Terme della Rotonda, le Terme Achilliane (nei pressi della cattedrale odierna in Piazza del Duomo), varie altre strutture termali (Terme di Sant'Antonio Abate nella Piazza omonima, Terme dell'Itria in Piazza Santa Maria dell'Itria, Terme dell'Acropoli in Piazza Dante Alighieri e nel cortile del Monastero dei Benedettini), i resti di un acquedotto presso via Grassi e alcuni sepolcri romani (fra cui la Tomba romana del Carmine del II secolo), il Foro romano (probabilmente dove è il Cortile San Pantaleone), una Domus romana con i mosaici tardo-repubblicana (tra gli esempi più significativi dell'attività edilizia romana in Sicilia nel corso del II secolo d.C. sita nell'Emeroteca sotterranea del Dipartimento di Scienze Umanistiche), le colonne di Piazza Giuseppe Mazzini, quella che sostiene la statua di Sant'Agata in Piazza dei Martiri, tre assi viari (due si incrociano ortogonalmente al Monastero dei Benedettini dove sono stati trovati ancora basolati, successivamente allo scoperto), una strada che conduceva in antico dal Teatro all'Anfiteatro corrispondente all'attuale via dei Crociferi, sono i maggiori resti visibili della "Catana"/"Catina" romana. Molti di questi monumenti fanno parte dal 2008 del Parco archeologico greco-romano di Catania (istituito dalla Regione Siciliana) e alcuni di essi come il Teatro romano, le Terme della Rotonda e altri monumenti minori sono stati restaurati e resi visitabili. Anche i resti dell'Anfiteatro sono visibili dal 1903-1907 (anni in cui sono durati gli scavi per riportarli alla luce) dall'ingresso di Piazza Stesicoro e dal cortiletto di vico Anfiteatro, traversa di via Alessandro Manzoni, che finisce a sua volta proprio in piazza Stesicoro.
Probabilmente anche 'u liotru, il simbolo della città situato al centro di piazza del Duomo, è stato scolpito in epoca romana se non prima. È un manufatto in pietra lavica porosa, che raffigura un elefante. Il nome deriva probabilmente dalla storpiatura del nome di Eliodoro, mago semi-leggendario accusato di negromanzia e grande avversario del vescovo Leone il Taumaturgo, il quale lo fece bruciare al rogo. L'elefante è sormontato da un obelisco egittizzante di cronologia incerta con figure probabilmente legate al culto isideo.
Del periodo tardo-antico rimangono i resti delle sepolture cristiane a nord e a est del centro storico, come il Mausoleo circolare di Villa Modica (sito in Viale Regina Margherita), l'Ipogèo quadrato (sito in via Gaetano Sanfilippo, traversa di via Ipogèo, a sua volta traversa del succitato viale Regina Margherita), e come pure numerosi frammenti, lapidi (tra cui l'epigrafe di Iulia Florentina, esposta al Museo del Louvre), o il cippo Carcaci, esposto sempre nel Museo civico al Castello Ursino. Sono invece di epoca paleocristiana le cripte di Sant'Euplio, di Santa Maria di Betlemme, della "Cappella dell'Albergo dei Poveri" (dedicata a "Santa Maria della Mecca", sita nell'ospedale Giuseppe Garibaldi-Centro), e del Santo Spirito, nonché gli ambienti fra il cosiddetto Sacro Carcere e l'ex cattedrale di Sant'Agata la Vetere, prima chiesa al mondo dedicata alla Santa, dal 1933 gestita da un ente morale.

### La città medievale
Un monumento di età bizantina (VI-IX secolo) è la Cappella Bonajuto (dal nome della famiglia nobiliare che l'aveva tenuta come sacrario di famiglia nonché come cappella privata): si tratta di una "trichora" bizantina (cioè un edificio con tre absidi); prima del suo restauro se ne aveva conoscenza grazie ai disegni di Jean-Pierre Houël.
Del periodo normanno (XII secolo) si conservano principalmente le strutture come le absidi della cattedrale di Sant'Agata, tesa a farla diventare "Ecclesia Munita" ("chiesa fortificata", per via delle scorrerie dei Saraceni), che poi sarebbero state ristrutturate dopo il terremoto del Val di Noto del 1693. Vicino alla cattedrale si conservano la Vara, ovvero il Fercolo, il busto-reliquiario e la cassa-reliquiaria di Sant'Agata, realizzati nel 1376 dall'orafo e scultore senese Giovanni di Bartolo. Del periodo normanno (XII secolo) è il portale della Chiesa di Sant'Agata al Carcere che era il portale principale della cattedrale normanna.
Del periodo svevo (XIII secolo) è il famoso Castello Ursino, federiciano (sede del Museo civico, formato principalmente dalle raccolte Biscari e dei benedettini, dal 1927) e coevo dell'altrettanto famoso castello di Castel del Monte ad Andria e del siracusano Castello Maniace.
Del periodo Aragonese (XIII-XV secolo) si ricordano, invece, il portale della scomparsa chiesa di San Giovanni de' Fleres, demolita alla fine del XIX secolo e di cui rimane solo l'arco, e il balcone del palazzo Platamone, donato in seguito ai religiosi che lo trasformarono nel monastero di San Placido, che quando fu danneggiato dal suddetto terremoto fecero rimanere le testimonianze più salienti di quando questo edificio fu nobile.

### La città rinascimentale
(Iscrizione sulla Porta Ferdinandea)

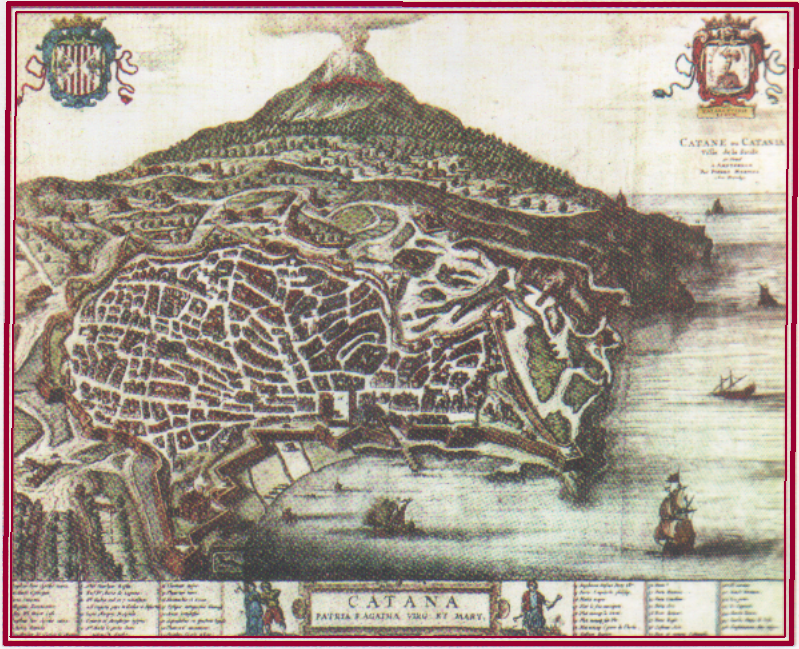
P. Mortier, Catane ou Catania - Ville de Sicile, Amsterdam, dopo il 1575.

Del periodo tardo aragonese rimangono poche tracce, tra cui la chiesa di Santa Maria di Gesù situata nella piazza omonima e costruita nel 1498 è forse l'esempio in migliori condizioni. La chiesa fu ristrutturata nel Settecento, mentre il portale è del Cinquecento e solo la Cappella Paternò mantiene l'originale struttura gotica.
Nel 1558 fu iniziata la costruzione del monastero dei Benedettini, a cui sarebbe poi stata affiancata la chiesa di San Nicolò l'Arena. Distrutto dalla colata lavica del 1669 e dal terremoto del 1693, nel 1703 se ne avviò la ricostruzione che tuttavia non è stata mai più portata a termine. Di detto edificio permangono le antiche cucine, il chiostro occidentale, nonché la traccia dell'antico archeggiato del corridoio di meridione.
Le cosiddette Mura di Carlo V, che racchiudono il centro storico, furono erette nel XVI secolo, tra il 1550 e il 1555 su un progetto iniziale di Antonio Ferramolino. Il progetto non riuscì a essere portato a termine neanche dopo l'apporto di Tiburzio Spannocchi, il quale progettò l'ampliamento delle fortificazioni verso sud-ovest e verso nord a scapito delle vecchie mura di epoca medioevale (tra cui l'antica Torre del Vescovo del 1302).
Venne eretta nel 1612, sotto il re di Spagna e di Sicilia Filippo III, la fontana dei Sette Canali. Nel 1621 sorsero la fontana di Sant'Agata e, su consiglio dell'incaricato dal luogotenente del re, ingegnere Raffaele Lucadello, quella detta «di Gammazita», di cui resta soltanto il «pozzo» nei pressi dell'attuale via San Calogero.
La colata dell'eruzione del 1669 inghiottì parte del sistema difensivo a sud e a sud-ovest della città che, rimasta sguarnita da questo lato, riedificò in parte sulle lave ancora calde una cortina muraria, detta popolarmente fortino, su cui ancora si apre la porta d'accesso (Porta del Fortino Vecchio in via Sacchero, un tempo dedicata al duca di Ligne che qui vi passò nel 1672) e di cui rimangono sparute tracce. Su tali mura venne ricavata la porta Ferdinandea, ancora nel ventunesimo secolo erroneamente detta u futtinu ("il fortino").
Con il terremoto del 1693 e la seguente ricostruzione si volle dare alla città un aspetto più aperto e libero dai fortilizi (i resti furono infatti inglobati nello sviluppo della città), anche perché ormai non esisteva più il pericolo delle incursioni piratesche che secoli prima diedero l'impulso alla fortificazione del Regnum.

### La città barocca

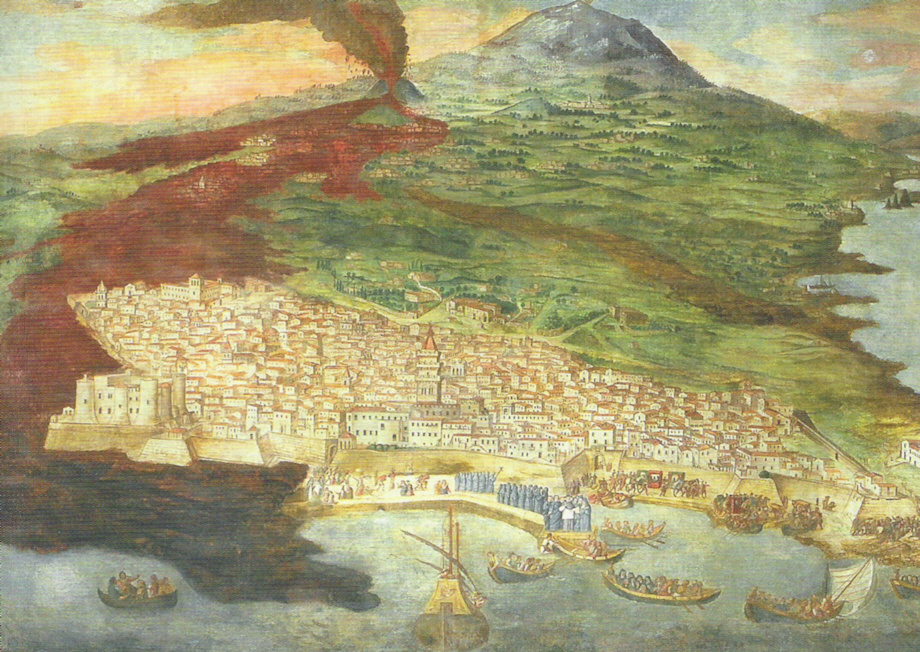
L'eruzione del 1669 che investì la città (affresco di Giacinto Platania, sagrestia della cattedrale).

Catania è stata ampiamente trasformata dalle conseguenze dei terremoti che hanno imperversato su questa parte della Sicilia. Il suo territorio circostante è stato più volte coperto da colate laviche che hanno raggiunto il mare. Ma i catanesi caparbiamente l'hanno ricostruita sulle sue stesse macerie. La leggenda vuole che la città sia stata distrutta sette volte durante la sua storia, ma in realtà tali eventi disastrosi si possono sicuramente riferire a pochi ma terribili eventi. Anche le distruzioni del centro urbano a causa delle colate laviche sono frutto di una storiografia fantasiosa In epoca storica Catania venne danneggiata dai prodotti piroclastici dell'Etna nel 122 a.C.; le fonti antiche riferiscono di tetti crollati per il peso eccessivo delle ceneri e di raccolti distrutti.
È testimoniata tuttavia anche dal punto di vista archeologico la presenza di colate che giunsero a colpire parte della città antica.
La calamità che avrebbe poi reso Catania la perla del tardo barocco siciliano è senza dubbio il terremoto che si registrò tra le giornate del 9 e dell'11 gennaio 1693, quando tutto il Val di Noto fu distrutto da potenti scosse. Nella città etnea si contarono numerose vittime, dovute soprattutto alla scarsa larghezza delle strade principali, che non permise ai cittadini di potervisi riversare. Durante la ricostruzione l'idea di risolvere questo problema fu di Giuseppe Lanza, duca di Camastra, progettando larghe vie principali, quali le centralissime Via Etnea, Via Vittorio Emanuele II (che all'epoca si chiamava "Corso reale"), Via Plebiscito e Via Giuseppe Garibaldi (all'epoca conosciuta come via San Filippo). Tutti i monumenti antichi furono inseriti nel tessuto urbano della città ricostruita grazie a tanti artisti, anche di fama nazionale, tra cui di certo spicca l'opera dell'architetto Giovanni Battista Vaccarini, che hanno dato alla città una chiara impronta barocca. Tra gli altri che hanno aiutato la rinascita della città si ricordano Francesco Battaglia, Stefano Ittar, Alonzo di Benedetto e Girolamo Palazzotto.

#### Monumenti barocchi

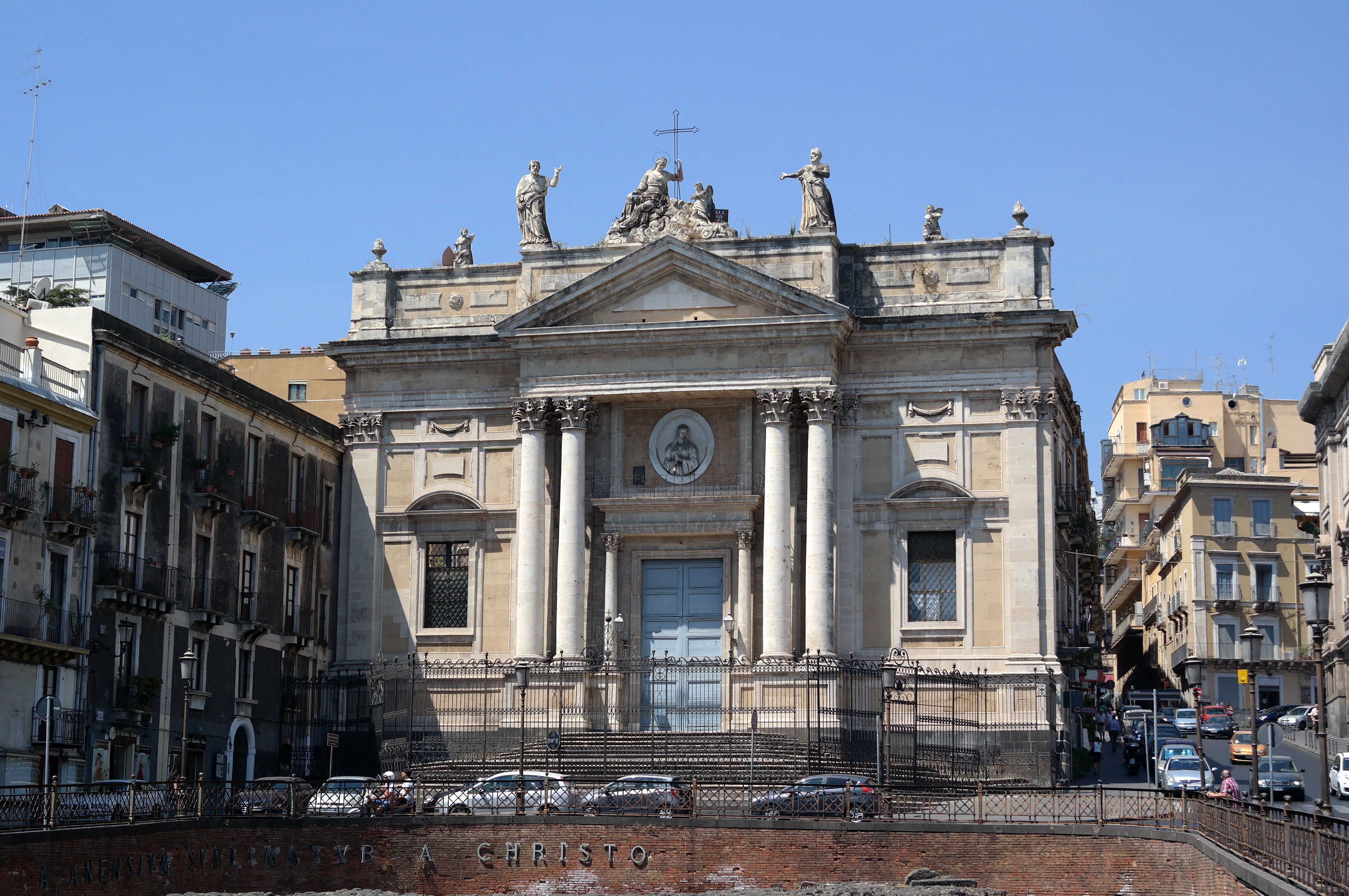
La chiesa di San Biagio.

Tra i principali monumenti barocchi si ricordano:

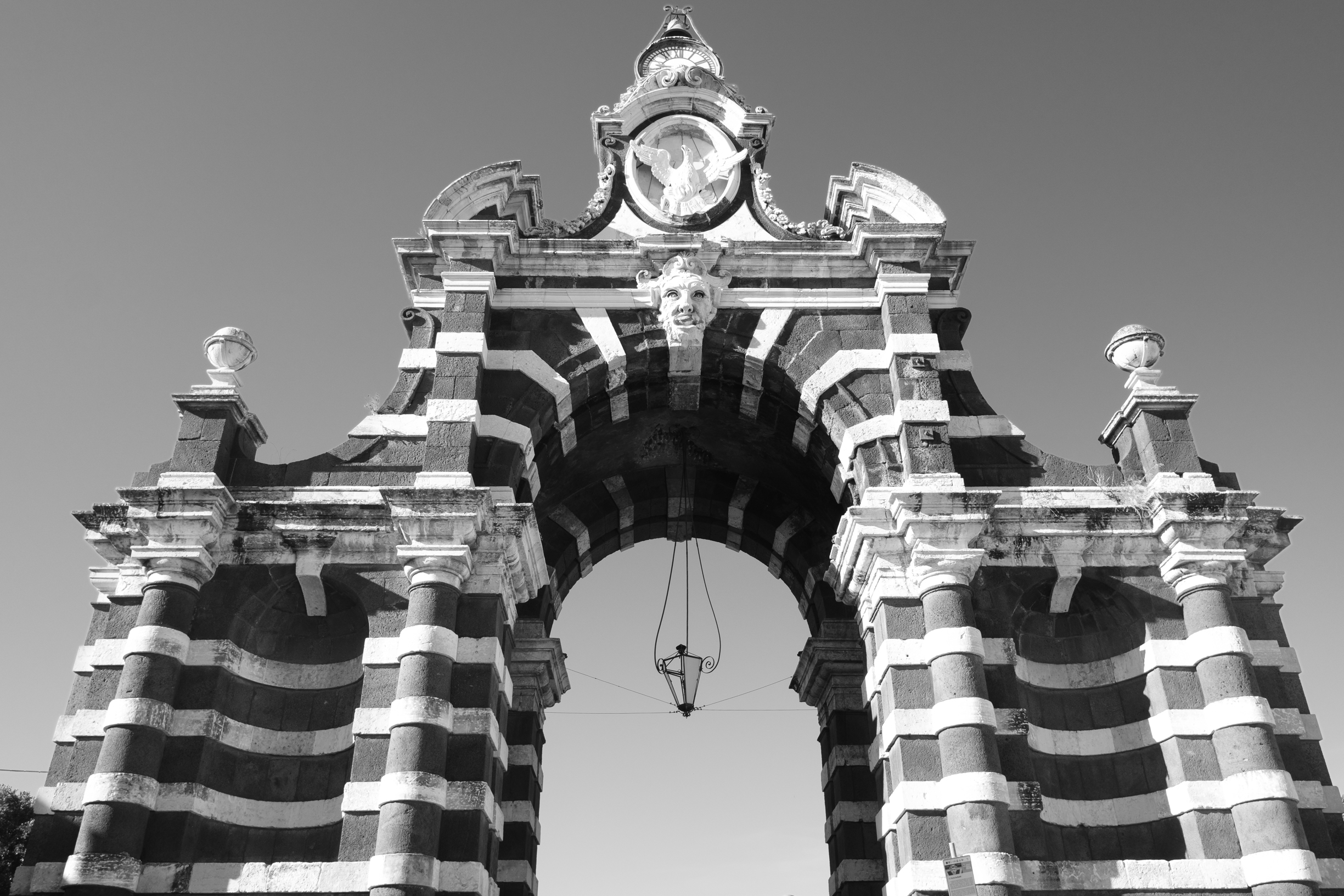
Porta Garibaldi (già Porta Ferdinandea).

- la Cattedrale di Sant'Agata, in piazza del Duomo, 2;
- la Chiesa di Sant'Agata la Vetere, ex Cattedrale, in piazza Sant'Agata la Vetere, 5; sorge sulla prima chiesa al mondo dedicata alla santa risalente al 264 d.C.;
- la Chiesa della Badia di Sant'Agata, in via Vittorio Emanuele II, 184;
- la Chiesa di Maria Santissima dell'Elemosina, Basilica Pontificia detta 'La Collegiata', in via Etnea, 23/A;
- la Chiesa di Sant'Agata alla Fornace e di San Biagio, in piazza Stesicoro;
- la Chiesa di San Francesco d'Assisi all'Immacolata, in piazza San Francesco d'Assisi, 2; custodisce le spoglie di Eleonora d'Angiò;
- la Chiesa di San Benedetto, detta "Badia Grande", in via Crociferi, 15;
- la Chiesa di San Domenico, in piazza San Domenico;
- la Chiesa di San Giuliano, in via Crociferi, 36;
- la Chiesa di San Nicolò l'Arena, in piazza Dante Alighieri, con l'annesso Monastero dei Benedettini al n.c. 32, sede del Dipartimento di Scienze Umanistiche dell'Università di Catania;
- la Chiesa di San Placido, in piazza San Placido;
- il Santuario di Santa Maria dell'Aiuto, in via Consolato della Seta, contiene la riproduzione della Santa Casa di Loreto, realizzata nel 1741;
- il Palazzo degli Elefanti (sede del Municipio), il Palazzo del Seminario dei Chierici e la fontana dell'Amenano, in piazza del Duomo, 1-3;
- la Fontana dell'Elefante, in piazza del Duomo;Santuario di Santa Maria dell'Aiuto - Santa Casa (1741)

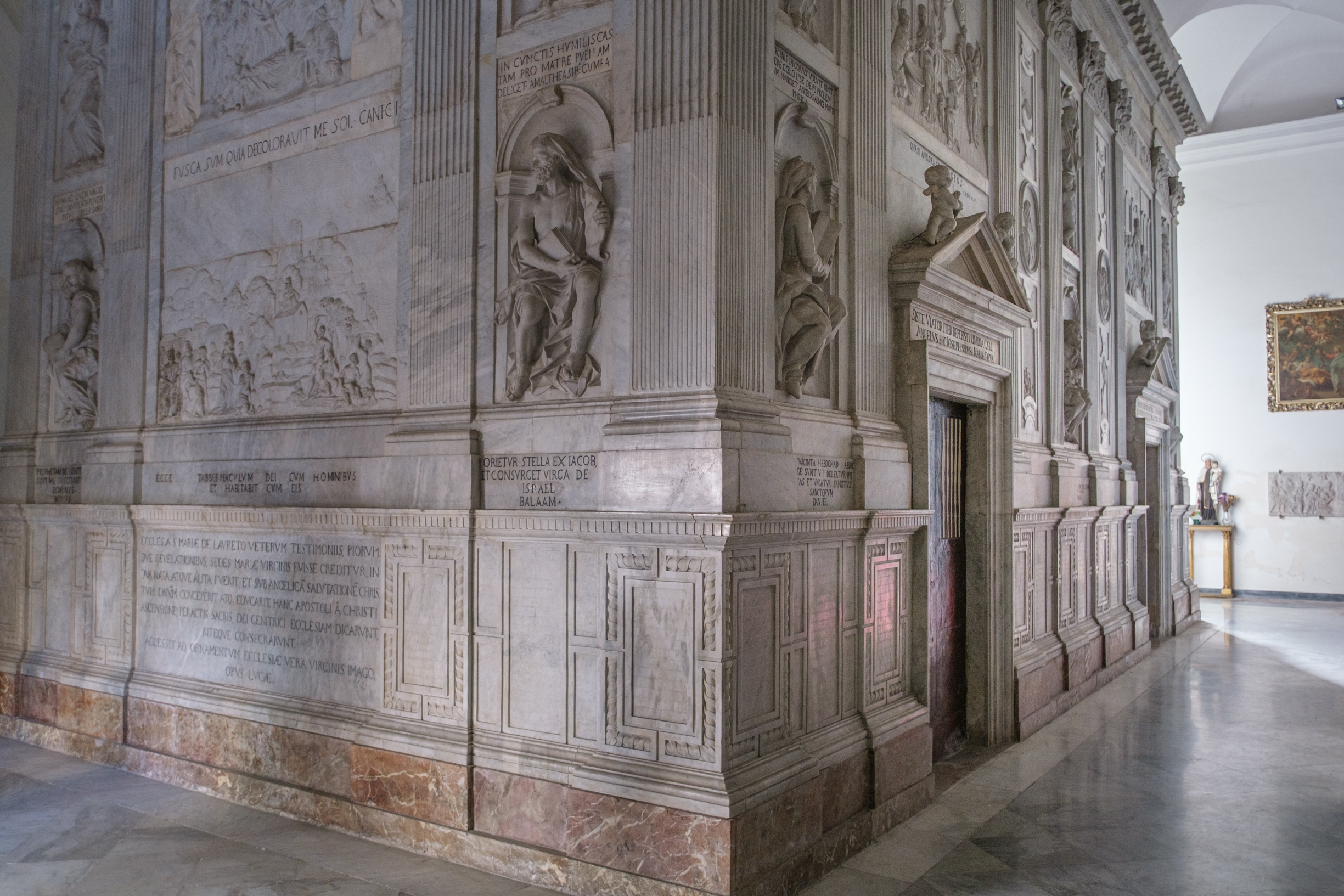
Santuario di Santa Maria dell'Aiuto - Santa Casa (1741)

- il Palazzo Reburdone, in via Vittorio Emanuele II, 1-31;
- il Palazzo Valle, in via Vittorio Emanuele II, 122, sede della Fondazione Puglisi Cosentino;
- il Palazzo Bruca, in via Vittorio Emanuele II, 201;
- il Palazzo Fassari Pace, in via Vittorio Emanuele II, 385;
- il Palazzo Biscari, in via Museo Biscari, 10-16;
- il Palazzo Manganelli, in via Antonino Paternò Castello, marchese di San Giuliano, 261;
- il Palazzo Tezzano, in piazza Stesicoro, 30;
- il Palazzo del Toscano, in piazza Stesicoro, 38-39;
- il Palazzo Gravina Cruyllas, in piazza San Francesco d'Assisi, 3;
- la Villa Cerami, in via Crociferi, 66, sede del Dipartimento di Giurisprudenza;
- la Porta Uzeda, fra via Cardinale Dusmet e piazza del Duomo;
- la Porta Ferdinandea, detta nel ventunesimo secolo Porta Garibaldi, costruita nel 1768 e sita fra piazza Palestro e piazza Crocifisso Majorana;
- il Museo d'arte contemporanea della Sicilia (MacS), all'interno della "Badia Piccola" del Monastero delle Benedettine, in via San Francesco d'Assisi, 30.

### La città ottocentesca
Come monumenti dell'Ottocento sono da segnalare teatri e fontane: per quello che riguarda i primi, nel 1821 venne costruito il Teatro Pietro Antonio Coppola, primo teatro comunale a Catania, sito nel quartiere Civita, che fu adibito principalmente alla rappresentazione di opere liriche. Il teatro venne poi chiuso nel 1887 quando fu inaugurato il teatro Massimo Vincenzo Bellini nel 1890, seguendo lo stile dell'Opéra national de Paris, in piazza Vincenzo Bellini, nel quartiere Agnonella.
Per quello che riguarda le seconde a Catania non c'è più traccia di quella che aveva al centro un obelisco e che i catanesi avevano innalzato nel 1862, in un primo tempo nell'attuale piazza Duca di Genova, per ricordare la visita compiuta in quell'anno alla città dai tre figli del primo re d'Italia Vittorio Emanuele II (Umberto, Amedeo e Oddone), poi ricollocata nella zona di piazza Mario Cutelli, sempre alla Civita.
(Epigrafe di Mario Rapisardi)
Nel biennio 1863-1865, il Comune provvide a dotare la città di fontanelle, nel quartiere Fortino, in piazza Crocifisso della Buona Morte (poi "piazza Alfredo Cappellini", dal 1907, e successivamente "piazza Giovanni Falcone"), nel Largo dei Miracoli, nel Largo delle "Chianche Mortizze", nella piazza Monserrato, in quella della Guardia, nonché nel rione della Consolazione, ormai tutte scomparse.

### La città novecentesca

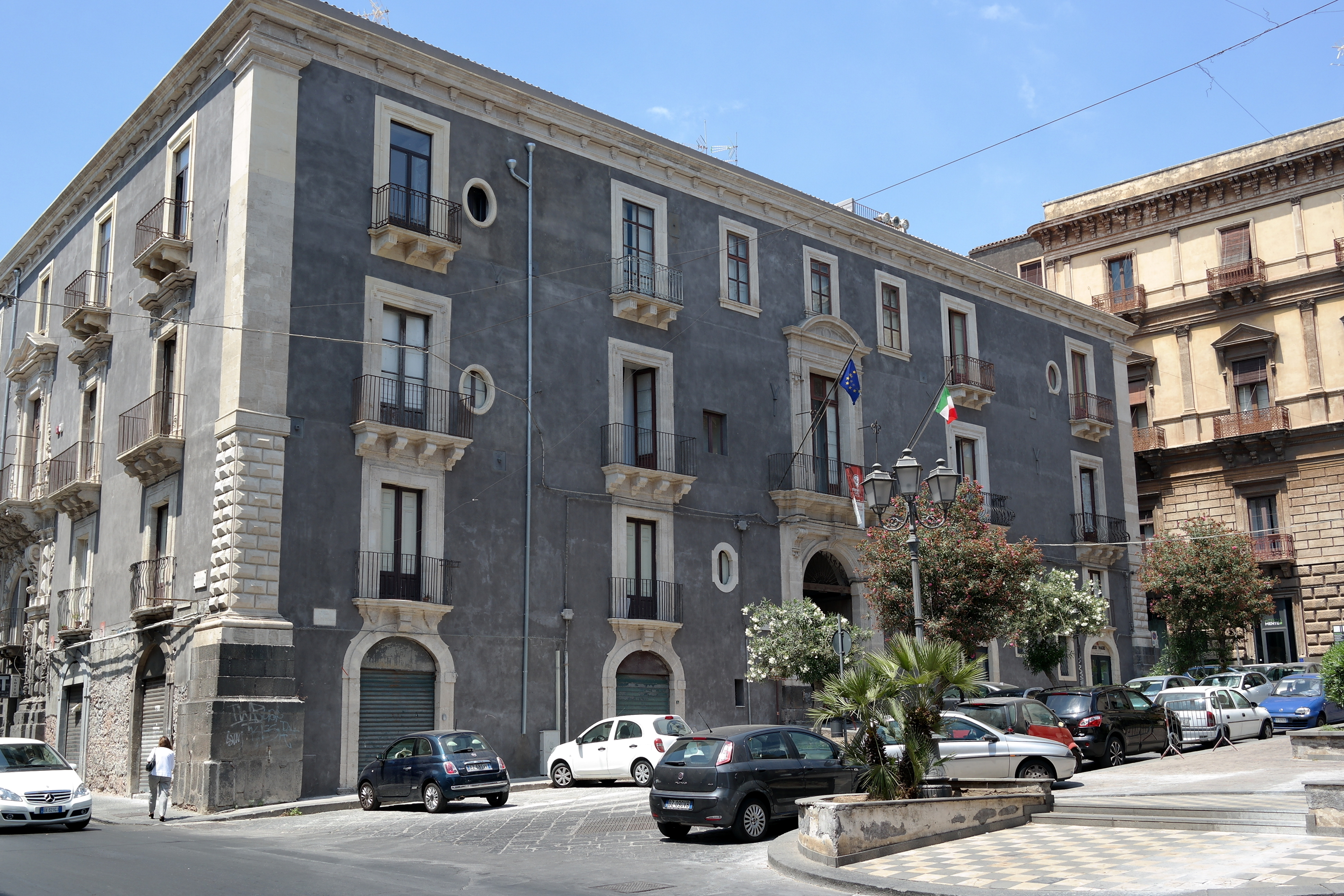
Palazzo Gravina Cruyllas.

Come monumenti del Novecento a Catania sono da segnalare fontane e palazzi: tra le prime, la Fontana di Proserpina, che risale al 1904 ed è sita in piazza Stazione Centrale (in seguito diventata "piazza Papa Giovanni XXIII"), è stata costruita 'di getto' in pochi mesi, ed è la penultima scultura di Giulio Moschetti.

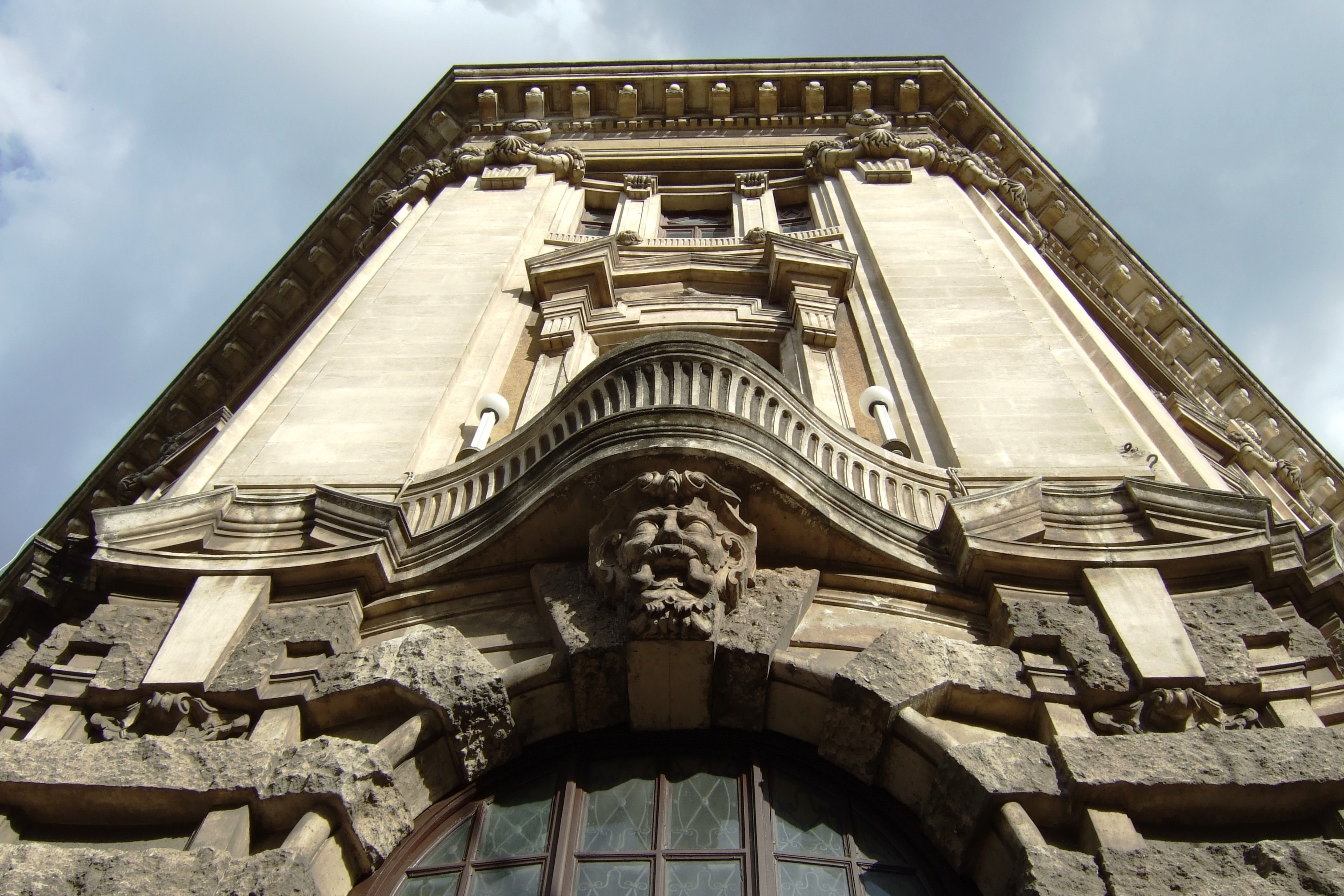
Il palazzo delle Poste centrali, progettato dall'architetto Francesco Fichera.

Per quello che riguarda i secondi nel 1922 comincia la costruzione del Palazzo delle poste centrali, con un progetto risalente a quattro anni prima per opera dell'architetto Francesco Fichera, ultimato nel 1929 e inaugurato l'anno seguente.
Nel 1933 è stato inaugurato il Palazzo della Borsa, costruito su progetto dell'architetto Vincenzo Patanè coadiuvato da Giovanni Aiello in uno stile tra il classico e il barocco. Nel 1937 inizia invece la costruzione del Palazzo di Giustizia, che termina solo nel 1953, e in seguito della fontana de I Malavoglia in piazza dell'Esposizione, successivamente diventata piazza Giovanni Verga.
Nello stesso periodo sorge il Palazzo Generali, primo grattacielo della città, che ha 19 piani.
Sotto il sindaco Domenico Magrì, agli inizi degli anni cinquanta, sorgono tre nuove fontane: la prima è la fontana delle Conchiglie, in piazza Mario Cutelli ed è stata realizzata su disegno di Domenico Cannizzaro; un'altra, al largo Giovanni Paisiello, è un'opera modernissima di Dino Caruso, in ceramica e pietra lavica; e infine viene ricollocata la fontana dei Delfini, in piazza Vincenzo Bellini, opera di Giovanni Battista Vaccarini, proveniente dal chiostro della Badia Sant'Agata.
Il Piano Regolatore Generale di Luigi Piccinato diede avvio nel 1961 anche ai lavori di costruzione del complesso della Cittadella Universitaria sulla collina di Santa Sofia, previsto già da un precedente PRG degli anni trenta, che è uno dei maggiori poli di ricerca dell'Ateneo.

## Mercati e mercatini

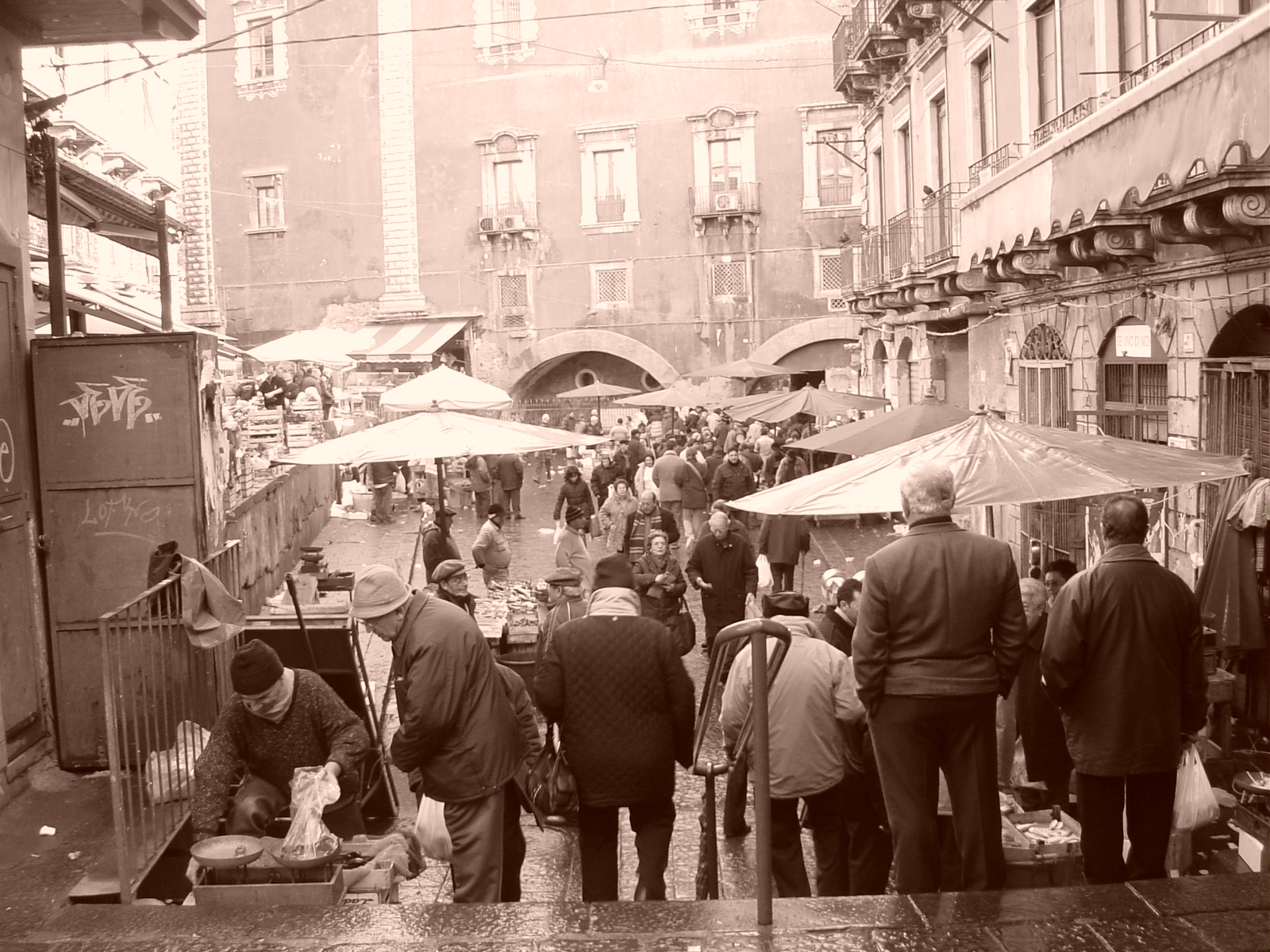
La Pescheria.

Uno dei posti più caratteristici della Catania popolare è il mercato del pesce della Pescheria sempre rutilante di colori, voci e odori. Un altro luogo caratteristico è il Mercato di piazza Carlo Alberto, meglio conosciuto come Fera 'o Luni, la cui radice etimologica è stata spesso messa in discussione. L'ipotesi più diffusa è che stia per "Fiera del Lunedì" perché probabilmente il mercato originariamente doveva essere attivo soltanto per tale data settimanale Nella stessa piazza tutte le domeniche si teneva un importante mercato delle pulci, trasferito nei pressi dell'entrata principale del porto della città.
Un mercato di "bric-à-brac" è aperto la domenica sotto gli archi della "marina" nei pressi della Villa Pacini. Altro mercato molto frequentato è quello che si svolge il venerdì in piazza I Viceré nel quartiere settentrionale Canalicchio. Una risorsa non meno importante riguarda i mercatini rionali di Catania.

## Strade e piazze

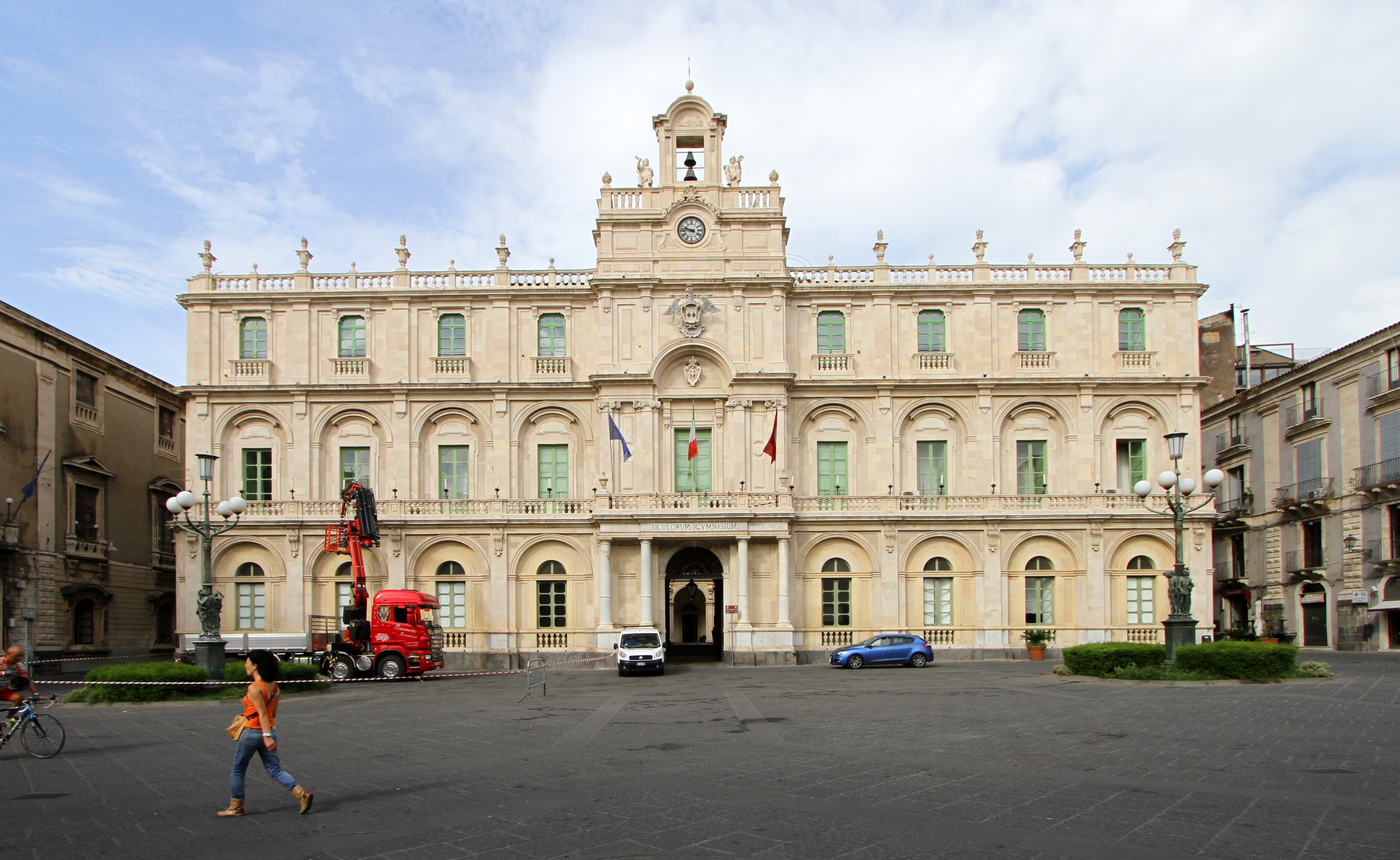
Piazza Università.

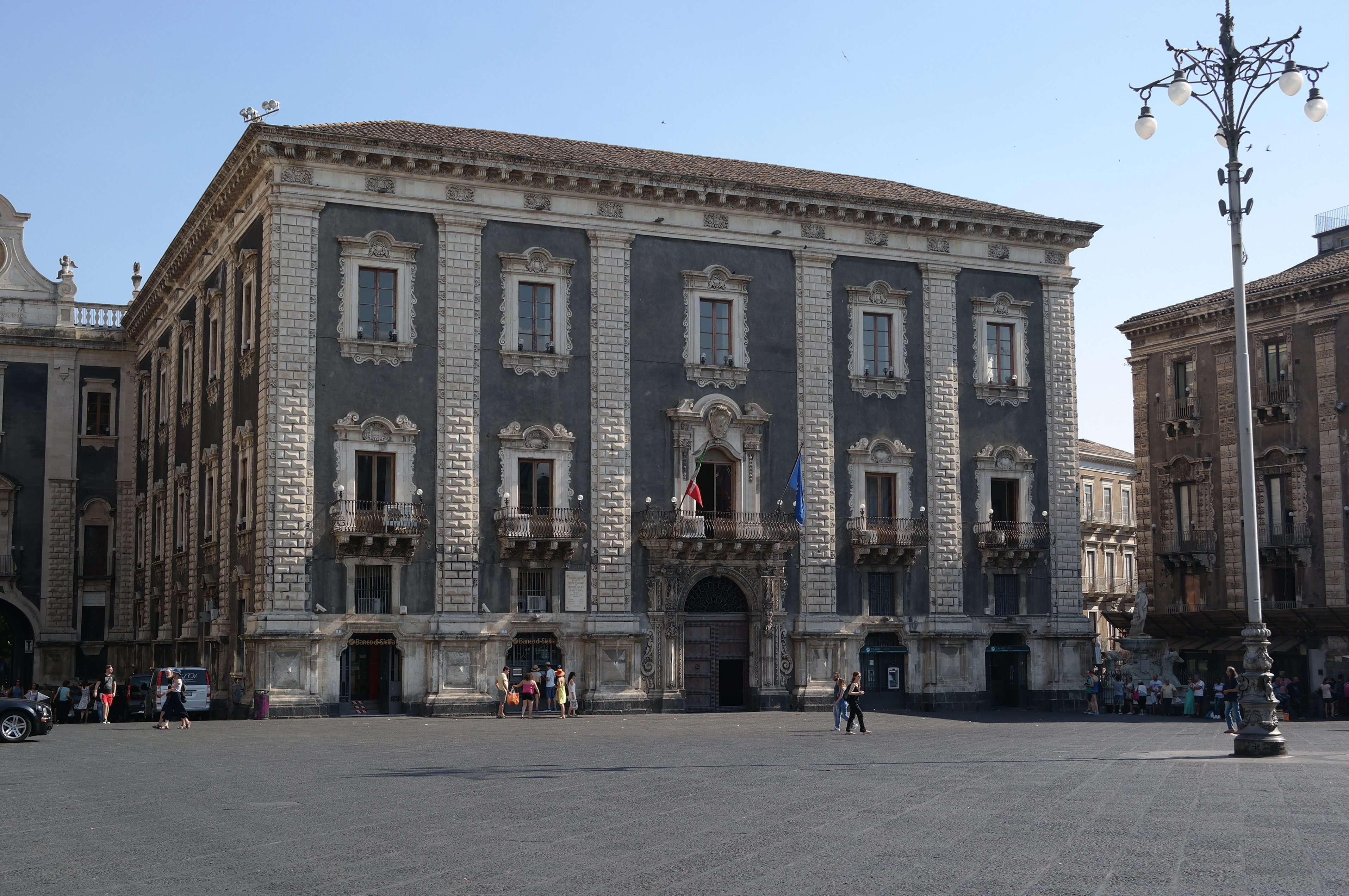
Palazzo del Seminario dei Chierici.

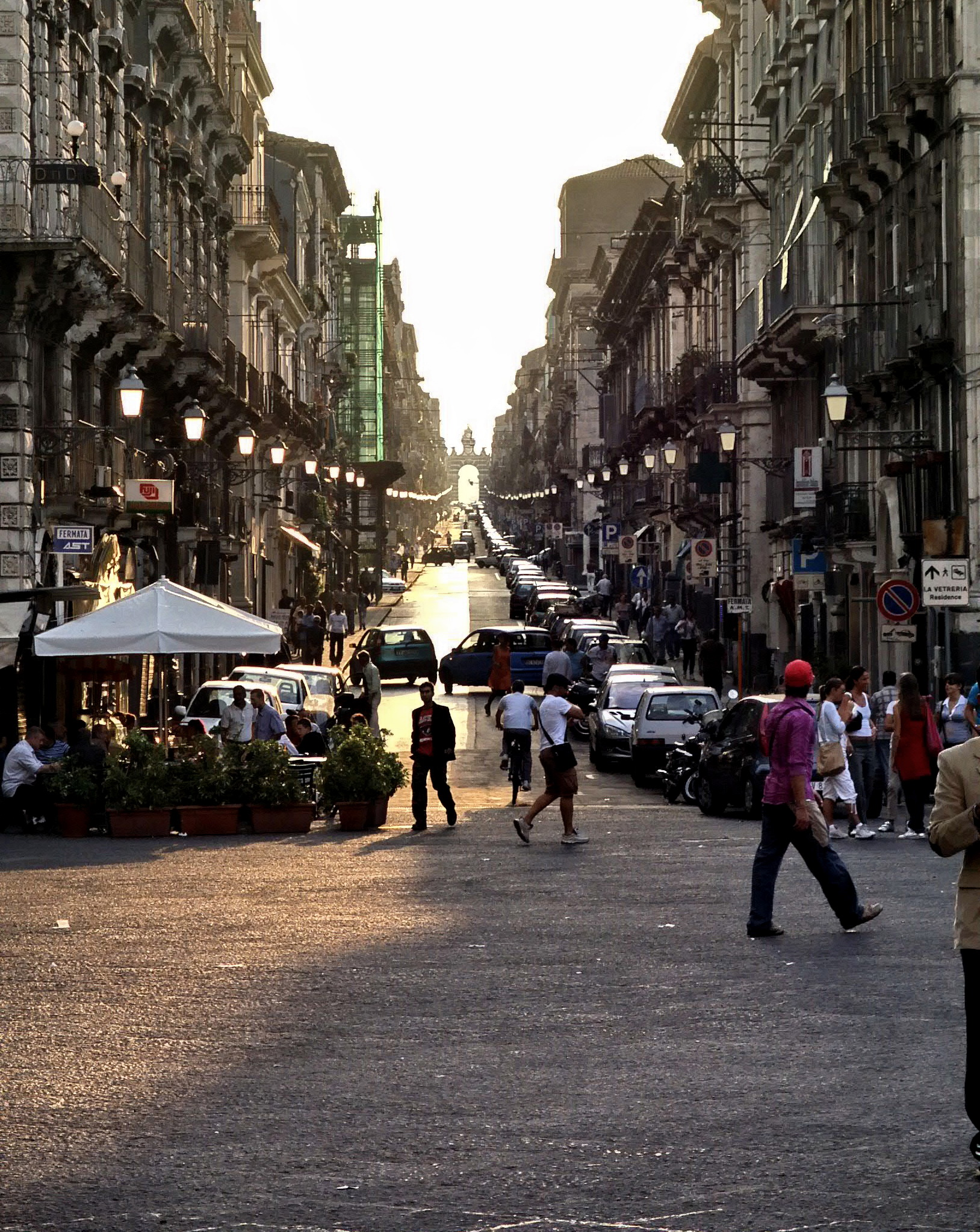
La via Garibaldi e sullo sfondo la Porta Garibaldi al Fortino.

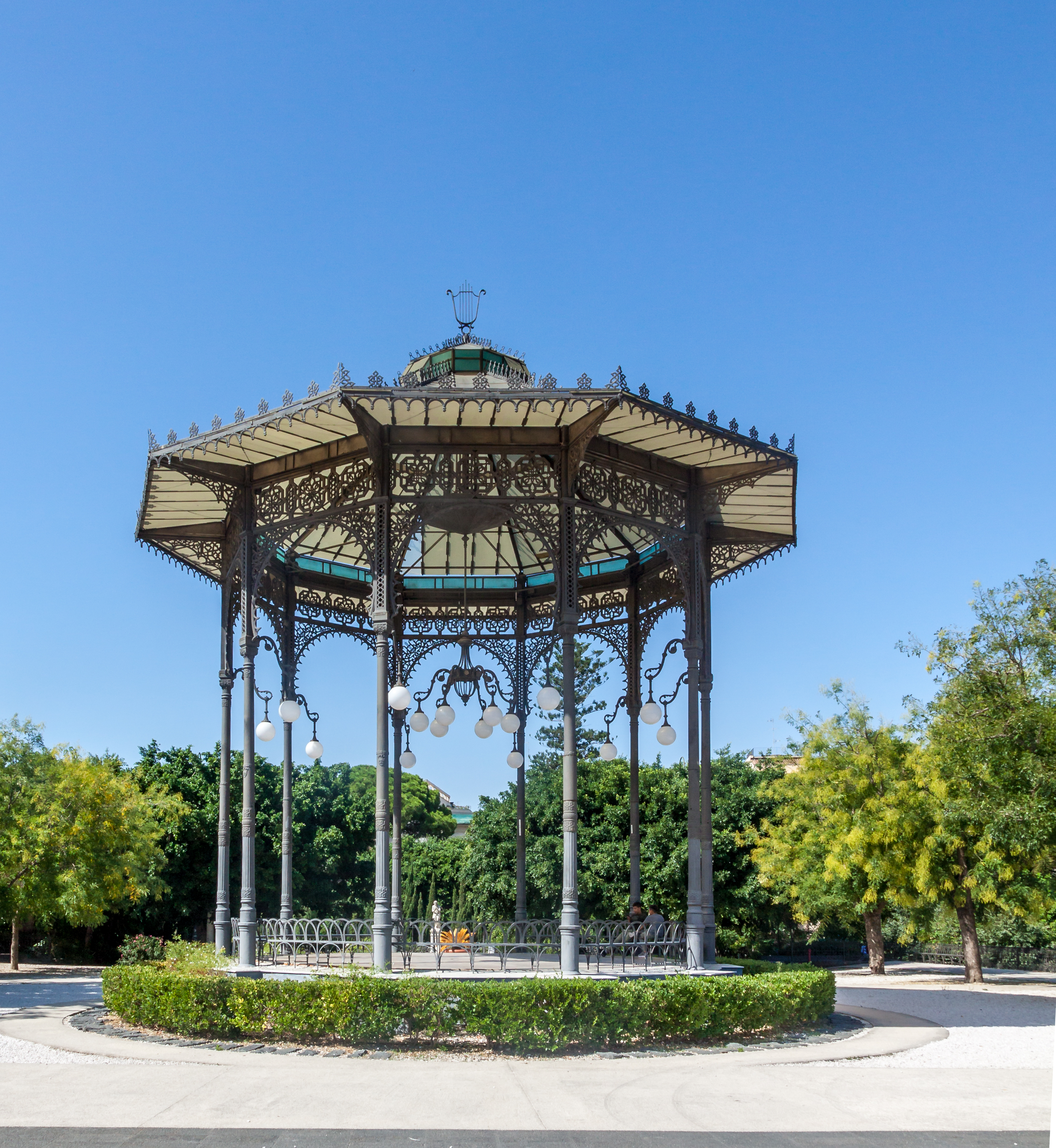
Il "Chiosco della Musica" in stile liberty - Villa Bellini.

- La via Etnea è considerata la via principale del centro città. Attraversa Catania da sud a nord partendo dalla piazza del Duomo e arrivando, dopo circa 3 km, al Tondo Gioeni. Il suo andamento ha come prospettiva la sagoma incombente dell'Etna, tuttavia è leggermente spostata verso est rispetto al vulcano, pare per proteggere i resti dell'anfiteatro. Essa nasce dalla piazza del Duomo e dopo circa 100 metri raggiunge la piazza Università. Qui si affacciano il palazzo dell'Università e il palazzo San Giuliano costruiti entrambi in stile barocco nella prima metà del XVIII secolo. La piazza è illuminata da quattro candelabri bronzei realizzati dal celebre scultore Mimì Maria Lazzaro con allegorie di tre antiche leggende catanesi: Colapesce, i Fratelli Pii, Gammazita. A queste si aggiunse la storia di Uzeta, creata per l'occasione agli inizi del Novecento. Più avanti si incontra la Basilica Collegiata e quindi l'incrocio con la via Antonino di San Giuliano, ovvero i Quattro Canti della Città. Più in là sorge la Chiesa di San Michele Arcangelo ai Minoriti, quindi la piazza Stesicoro, comunemente detta Porta di Aci ("Potta Jaci" in dialetto). Qui si trovano il monumento a Vincenzo Bellini e i resti dell'anfiteatro romano situati a circa 10 metri sotto il livello stradale.

La strada incontra quindi la cosiddetta Villa Bellini, che costituisce il principale polmone verde del centro storico e il cui monumentale ingresso eretto durante il ventennio si affaccia su via Umberto, grossa arteria che collega il lungomare con la suddetta Villa, e al discusso monumento a Giuseppe Garibaldi che fa da spartitraffico con la via Caronda al "Largo del Rinazzo". Seguono poi l'incrocio con il viale Regina Margherita e sul lato sinistro l'Orto botanico di Catania: poco più avanti vi è piazza Camillo Cavour, il Borgo per i catanesi, in quanto piazza principale del quartiere, dove venne spostata la fontana della dea Cerere, in marmo bianco, da piazza Università, conosciuta dagli anziani catanesi come 'a Matapallara do' Burgu ("Madre Pallade del Borgo" in italiano).
L'ultimo tratto, caratterizzato da una maggiore pendenza rispetto al resto della via, presenta una serie di edifici eretti alla fine del XX secolo e taluni edifici moderni, alternati sul lato sinistro dal ponte del Conservatorio Vincenzo Bellini e dall'Ospizio dei Ciechi. La strada termina infine con il Tondo Gioeni, laddove un tempo sorgeva l'omonimo ponte abbattuto nell'agosto del 2013, anticipato dai due edifici dell'Istituto Zooprofilattico, posti ai due lati dell'arteria, che chiude in curva davanti alla facciata dell'omonimo parco.
- Via dei Crociferi: un raro esempio di unità architettonica, spesso definita la strada più bella della Catania settecentesca[57]. Essa ha inizio in piazza San Francesco d'Assisi e vi si accede passando sotto l'arco di San Benedetto che collega la Badia maggiore alla Badia minore posta ai due lati della strada. La strada, contornata da chiese, monasteri e poche abitazioni civili, è un raro esempio di barocco siciliano.

Nel breve spazio di circa 200 metri sono presenti ben quattro chiese. La prima è la Chiesa di San Benedetto collegata al monastero delle Benedettine dall'arco omonimo che sovrasta la via. A essa si accede a mezzo di una scalinata ed è contornata da una cancellata in ferro battuto. Proseguendo si incontra la Chiesa di San Francesco Borgia alla quale si accede tramite due scaloni. A seguire si incontra il Collegio dei Gesuiti, dal 1968 al 2009 sede dell'Istituto d'Arte, con all'interno un bel chiostro con portici su colonne e arcate. Di fronte al Collegio è ubicata la Chiesa di San Giuliano considerata uno dei più begli esempi del barocco catanese. L'edificio, attribuito all'architetto Giovanni Battista Vaccarini, ha un prospetto convesso e delle linee pulite ed eleganti. Proseguendo e oltrepassando la via Antonio di San Giuliano, si può ammirare il convento dei Crociferi e quindi la Chiesa di San Camillo de' Lellis. In fondo alla via è ubicata Villa Cerami, che è sede del Dipartimento di Giurisprudenza dell'Università degli Studi di Catania.

## Società

### Evoluzione demografica
Popolazione storica (migliaia)

Abitanti censiti

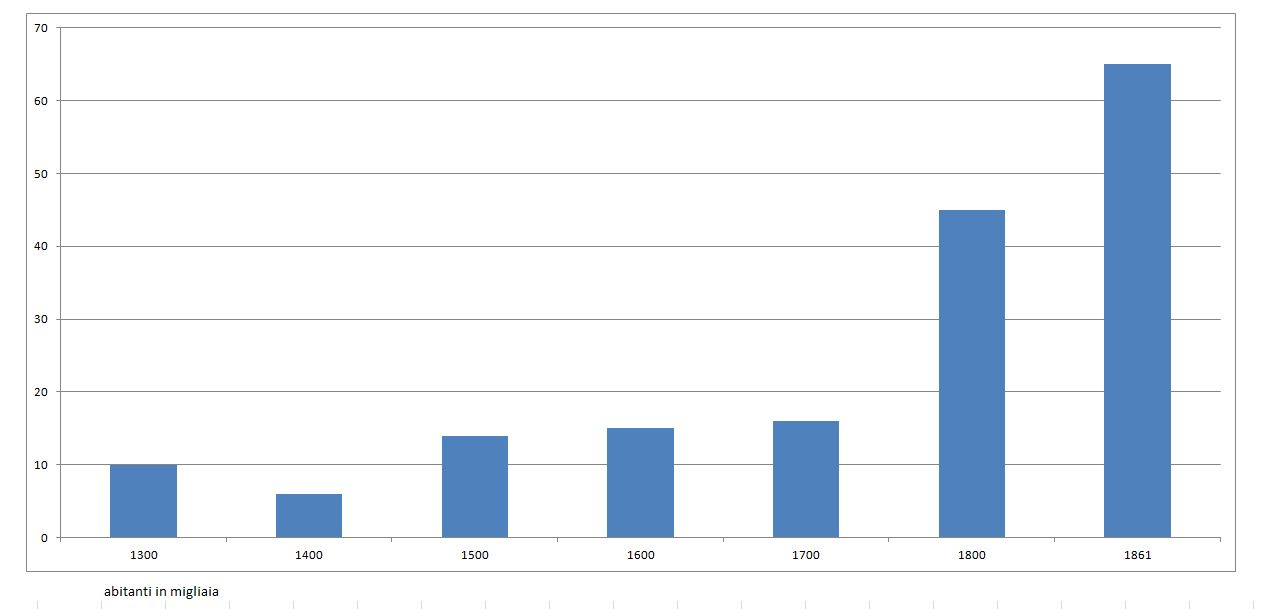

La città di Catania è densamente popolata nella sua parte settentrionale, mentre la parte sud (corrispondente con la VI municipalità) è prevalentemente zona industriale, aeroportuale e commerciale. È necessario però ricordare che alcuni popolosi quartieri periferici appartengono, amministrativamente, ai comuni contigui in qualità di frazioni: è il caso di Canalicchio (Tremestieri Etneo), di Fasano (Gravina di Catania), di Lineri (Misterbianco) e altri ancora. Dieci sono i comuni di prima corona che attraverso processi di controurbanizzazione hanno conosciuto un forte incremento di popolazione a scapito del comune di Catania, che è passato dagli oltre 400.000 residenti dell'inizio degli anni settanta (vedi grafico) ai circa 300.000 odierni, ovvero Aci Castello, Aci Catena, Gravina di Catania, Mascalucia, Pedara, Trecastagni, Misterbianco, San Giovanni la Punta, San Gregorio di Catania, San Pietro Clarenza, Sant'Agata li Battiati, Tremestieri Etneo e Valverde.

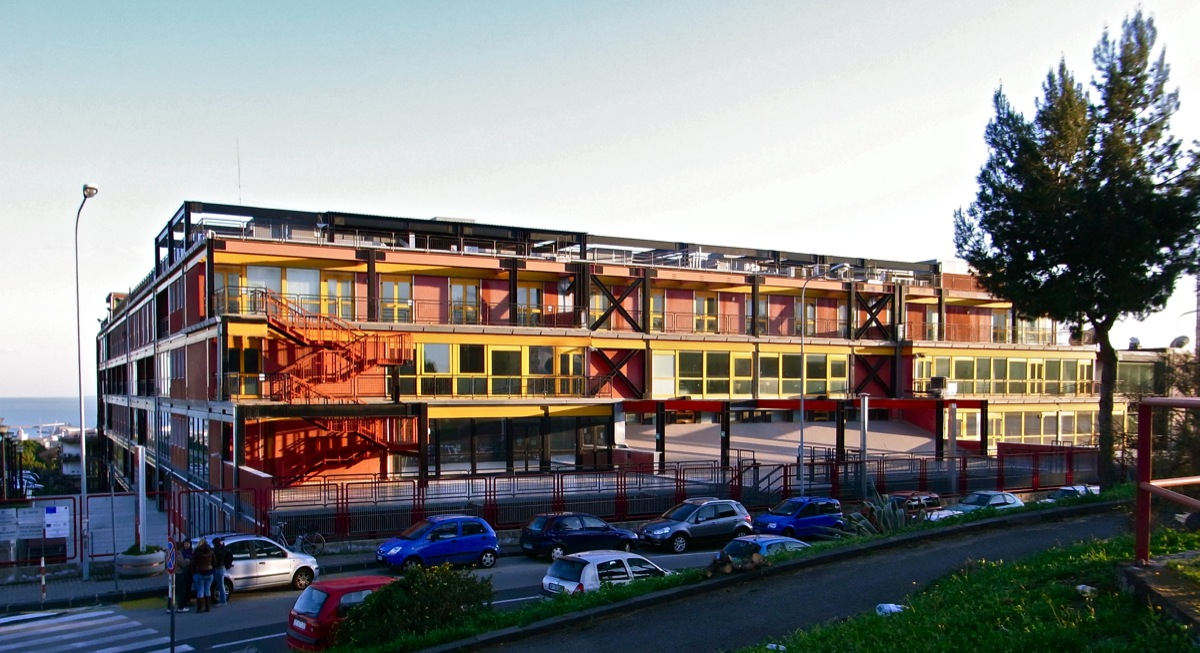
Dipartimento di Fisica e Astronomia dell'Università degli Studi di Catania, progettato dall'architetto Giacomo Leone.

Catania conta dunque circa 320.000 residenti a fronte di un agglomerato urbano estremamente omogeneo di circa 600 000 abitanti con una densità di 1885,9 abitanti per km².
A delimitare la complessa conurbazione etnea, immediatamente dopo questa “prima corona” di comuni, troviamo tre grossi centri: Acireale, Paternò e Belpasso, i primi due dei quali hanno sviluppato attorno a sé dei sub-sistemi urbani, che gravitano attorno a essi, e a loro volta attorno al sistema principale il cui fulcro è Catania. L'insieme dell'agglomerato omogeneo più le tre città satellite ha una popolazione di 696.869 residenti
Ventisette sono i comuni che formano l'Area metropolitana di Catania, istituita dall'articolo 19 della legge regionale 6 marzo 1986 nº9, con una popolazione di 765.623, e con 805,15 abitanti per km² è la più densamente popolata della Sicilia.
I movimenti centrifughi di popolazione hanno modificato i rapporti tra il capoluogo e i comuni etnei, che sono cresciuti in maniera del tutto spontanea, senza il sostegno di adeguati strumenti urbanistici, deturpando profondamente il paesaggio e generando un territorio estremamente caotico e difficilmente gestibile e con gravi problemi di vivibilità. Lo squilibrio funzionale, la distribuzione “disordinata” della popolazione su un territorio così vasto e disomogeneo, e spesso la carenza di adeguate vie di comunicazione, provoca anche gravi problemi di vivibilità.

### Etnie e minoranze straniere
Secondo i dati ISTAT al 31 dicembre 2023 la popolazione straniera residente era di 14 218 persone pari al 4,76% della popolazione. Le nazionalità maggiormente rappresentate  erano:
- Sri Lanka, 2 480
- Romania, 1 962
- Bangladesh, 1 495
- Mauritius, 970
- Senegal, 952
- Cina, 895
- Nigeria, 707
- Marocco, 430
- India, 354
- Tunisia, 336

### Religione

La festa di Sant'Agata agli inizi del Novecento.

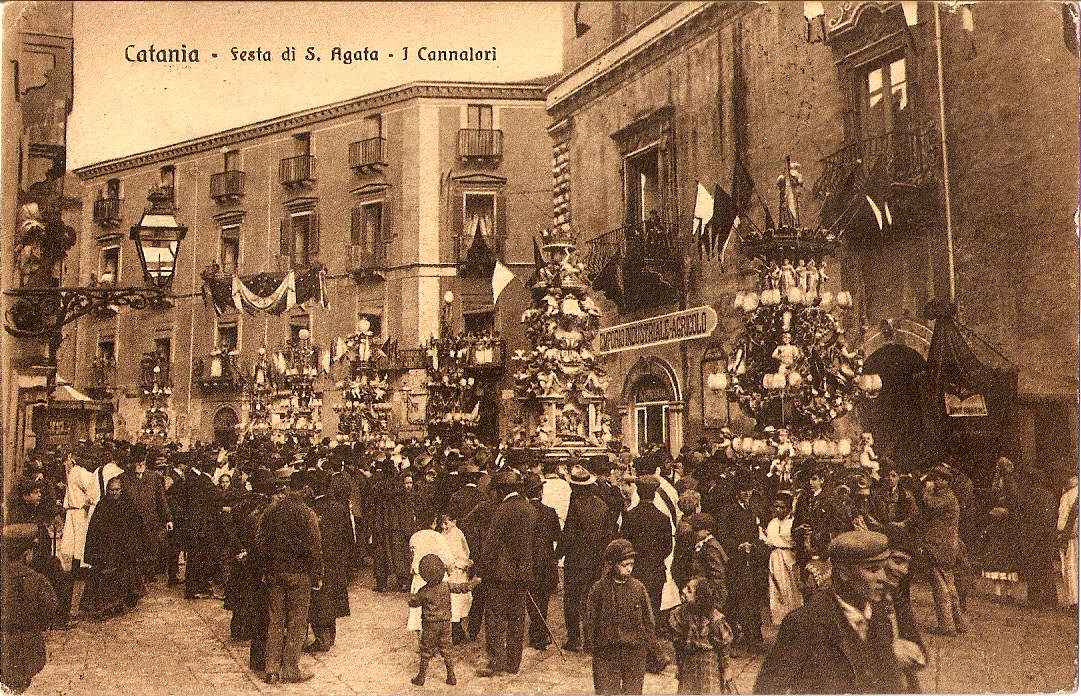
Processione delle cannalore per la festa di Sant'Agata nel 1915.

Secondo la tradizione la presenza della prima comunità cristiana a Catania è attestata sin dal I secolo con l'invio, da parte di san Pietro in persona, del vescovo Berillo, originario di Antiochia, che eresse in città la chiesa del Santo Spirito, e ciò fa di Catania una delle più antiche comunità cristiane della Sicilia.
La confessione maggioritaria in città è quella cattolica della religione cristiana. Patrona della città è Sant'Agata martirizzata nel 251 d.C., alla quale viene ogni anno dedicata una grandiosa festa lunga tre giorni (dal 3 al 5 febbraio). Nei tre giorni la città viene impegnata nelle strutture viarie sulla festa tra un misto di devozione e di folclore.
Anticamente, la ricorrenza dell'Immacolata Concezione, secoli prima della consueta processione dell'8 dicembre, per mezzo del vicario generale nella cappella dell'Immacolata della chiesa di San Francesco, don Arcaloro Scammacca, fu solennemente sostenuta dal Senato cittadino con la clausola «fin'all'ultimo fiato» (1655). Il Senato, infatti, elesse la Madonna Immacolata come Compatrona della città assieme a Sant'Euplio martirizzato nel 304 d.C. e alla Madonna del Carmelo castellana della città.
Vi sono varie confessioni cristiane non cattoliche, tra cui quella valdese, la cui presenza a Catania risale alla metà del XIX secolo con l'insediamento di imprenditori del commercio stranieri di fede protestante; nel 1899 viene costruito lo storico tempio valdese di Via Naumachia. Vi sono poi dislocate nei quartieri popolari della città varie chiese Evangeliche (Battiste, Assemblee di Dio in Italia) oltre ai Testimoni di Geova. È presente anche la confessione ortodossa.
Oltre alla Chiesa ortodossa russa è presente anche la chiesa ortodossa di Romania.
A Catania ci sono 3 moschee: la prima venne edificata nel 1980 denominata Moschea di Omar (la prima costruita, in Italia e in Sicilia, dopo la dominazione araba) in via Castromarino, traversa di via Plebiscito (nel quartiere Petriera) attualmente è chiusa non svolge nessuno tipo di Culto. La seconda si trovava in via Calì nel quartiere Civita, (chiusa dopo l'apertura della nuova moschea) nei pressi del Porto di Catania, la terza moschea è la Moschea della Misericordia è la più grande del Sud Italia ed è l'unica esistente che svolge regolari attività.
A Catania ci sono state due sinagoghe: una nel quartiere Giudecca (il quartiere giudaico storico) e una in via Santa Maria della Catena (toponomastica che in Sicilia indica presenza di ebrei). La comunità ebraica catanese è demandata, come quella di altre città meridionali, a quella di Napoli.
Nel 2022 viene costituita la comunità Ebraica di Catania dopo 500 anni con sede nel secondo piano del Castello di Leucatia (zona Barriera) facendo funzione anche da Sinagoga.

#### Santi e beati legati a Catania
- Sant'Agata
- Sant'Euplio
- San Berillo
- San Attalo
- San Severo di Catania
- San Serapione di Catania
- San Sabino di Catania
- San Leone II di Catania detto il Taumaturgo
- San Comizio
- Santa Veneria
- Beato Bernardino Scammacca
- Beato Giuseppe Benedetto Dusmet

### Tradizioni e folclore

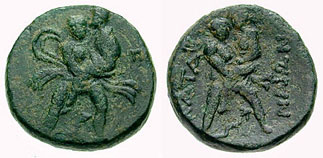
I fratelli Pii, moneta del 212

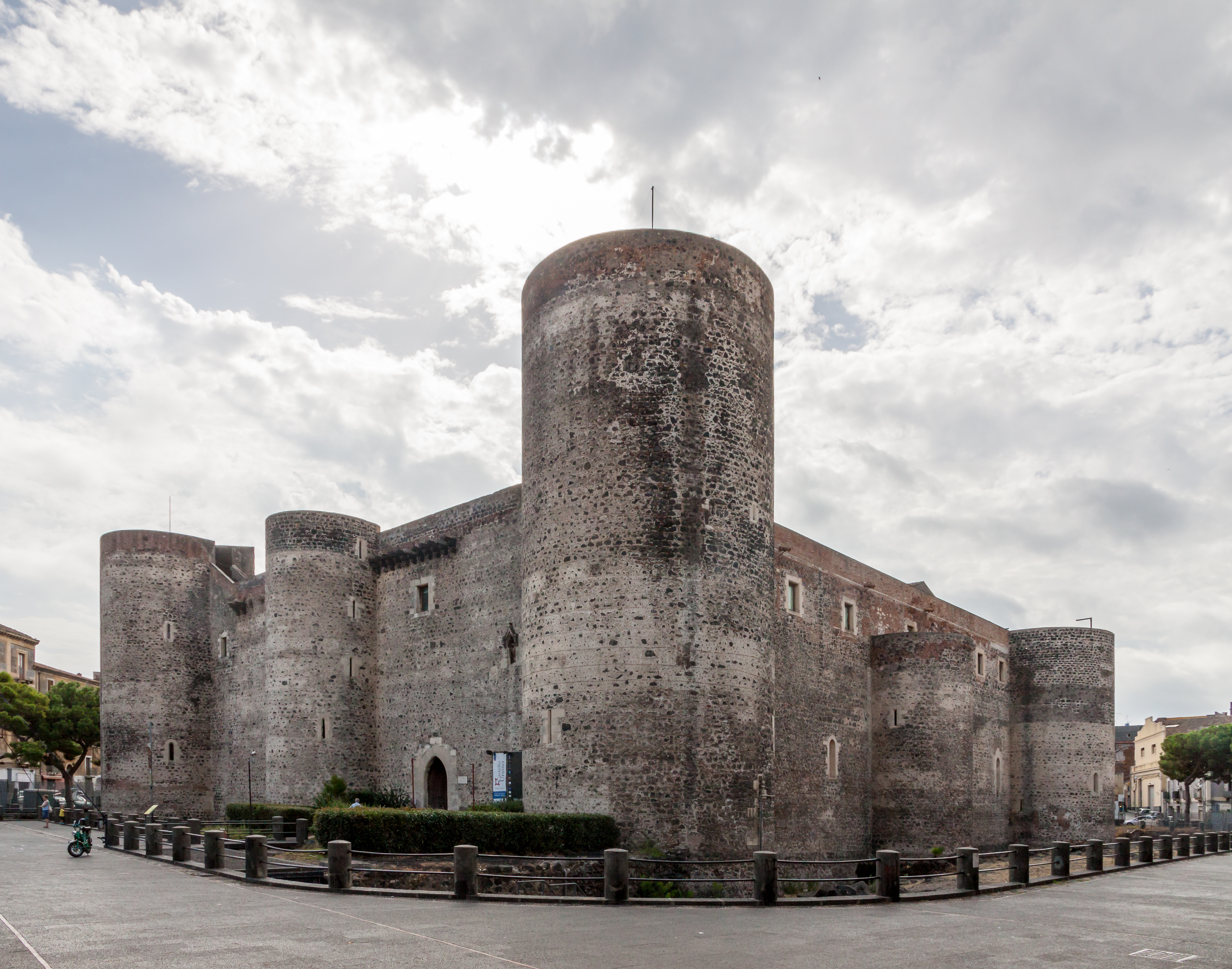
Il Castello Ursino

La storia di Catania è arricchita da molte leggende di cui quattro sono state rappresentate nei rispettivi lampioni di Piazza dell'Università realizzati da Mimì Maria Lazzaro e Domenico Tudisco agli inizi del Novecento: Colapesce, i Fratelli Pii, Gammazita e Uzeta.
- Una delle leggende di Colapesce narra che egli era un giovane (Nicola il pesce) che poteva stare sott'acqua per molto tempo; non appena Federico II ne venne a conoscenza, lo sfidò a recuperare una coppa d'oro. Colapesce lo fece e ottenne in premio la coppa. Il re, allora, gli chiese di vedere cosa c'era sotto la Sicilia. Riemerso, Colapesce informò il re del fatto che la Sicilia poggiava su tre colonne e che una di esse era consumata dal fuoco. Federico II gli chiese di portargli il fuoco ma Colapesce, tuffatosi nuovamente in mare, non riemerse mai più. Secondo la leggenda è ancora in fondo al mare e continua a reggere la colonna che stava per crollare.
- I fratelli Pii (Anfinomo e Anapia) cercarono di salvare gli anziani genitori portandoli sulle proprie spalle durante un'eruzione dell'Etna; mentre stavano per essere travolti il fiume di lava si divise per volere degli dei e tutti si salvarono.
- Gammazita era una giovane virtuosa; di lei si invaghì un soldato francese, che fu rifiutato; un giorno Gammazita, recatasi da sola a un pozzo, venne raggiunta dall'innamorato e, per non cedere alle sue richieste, si uccise gettandosi dentro la cavità.
- Uzeta è protagonista di una leggenda inventata agli inizi del Novecento: questo ragazzo di umili origini diventò cavaliere per la sua bravura e riuscì a sconfiggere gli Ursini, giganti saraceni che avrebbero dato il nome al Castello[74].

Altre leggende occupano invece la memoria dei luoghi di Catania – così alla divinità fluviale Ongia si dovrebbe il nome del borgo marinaro di Ognina (secondo alcuni studiosi piuttosto dal nome del fiume che lo bagnava, il Longane, secondo altri dal celebre castello del re Italo a Λογγον, Longon) – o dell'Etna, dove una tradizione attribuita a Gervasio di Tilbury (che era ospite della corte normanna) vuole che essa fosse l'ultima dimora di Re Artù, e che quest'ultimo abbia donato Excalibur al re Tancredi. Legata a questa leggenda il mito del cavallo del vescovo, attribuita piuttosto a eventi di epoca sveva. La nascita dell'Etna sarebbe a sua volta legata a un evento mitologico: la sconfitta di Tifeo da parte di Zeus che, con un grosso macigno che è la stessa Etna, lo seppellì e quando il gigante si dovesse muovere sarebbe egli la causa dei terremoti e delle eruzioni etnee.
Inoltre pure molte leggende, sempre legate alle forze della natura, hanno circondato gli eventi del sisma del 1693, come la storia di don Arcaloro, e quella del vescovo Francesco Carafa.

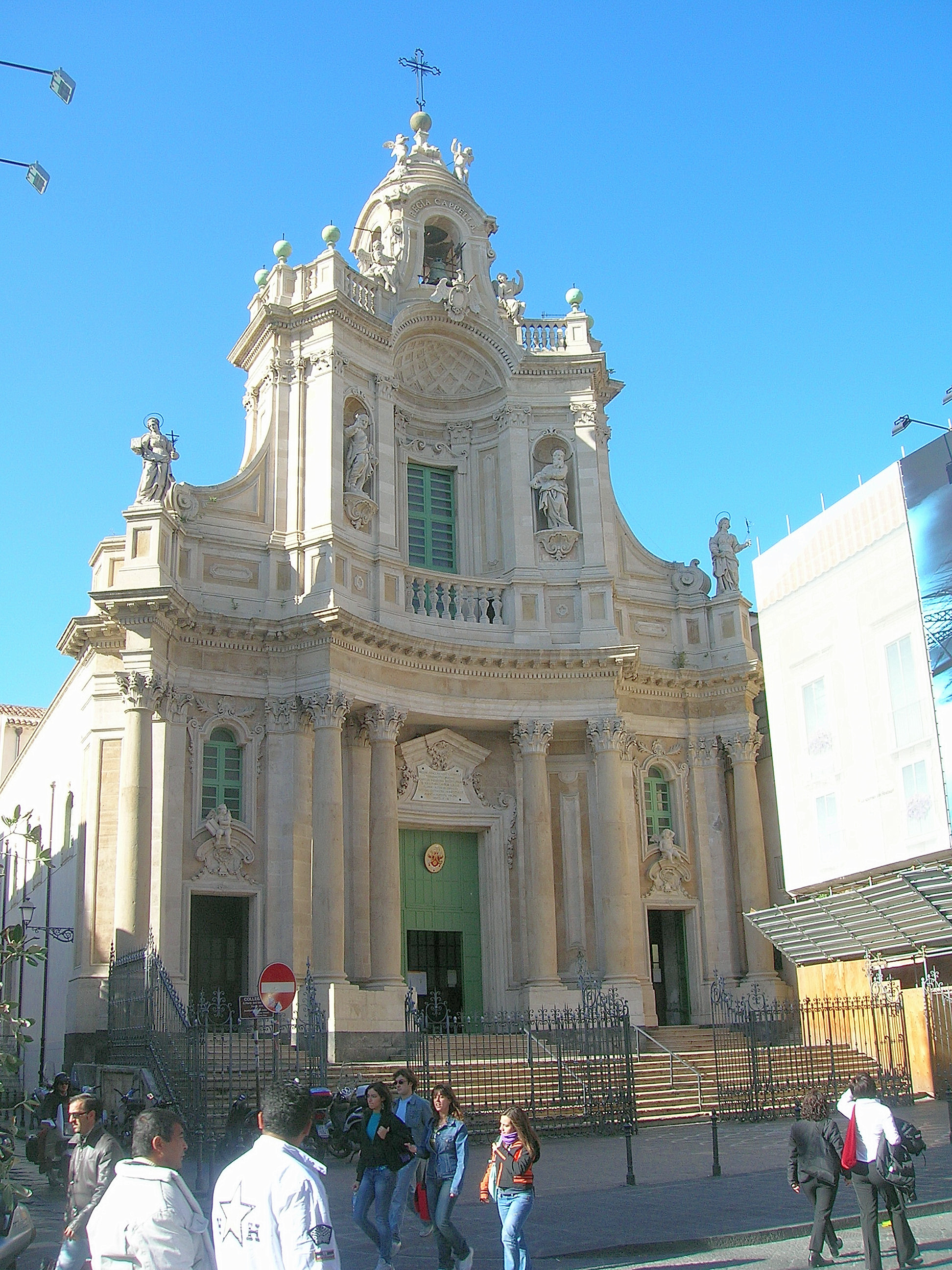
Basilica Maria Santissima dell'Elemosina o Collegiata

### Cucina
Fra i piatti tipici di Catania si trovano la pasta alla Norma, le sarde a beccafico, la parmigiana di melanzane gli arancini e le crispelle, fra i dolci, le crispelle di riso la torta Savoia e le rame di Napoli.

### Vita notturna
Una delle zone più frequentate è il centro storico, in modo particolare tra piazza Duomo, piazza Università e piazza Vincenzo Bellini (nota come piazza Teatro Massimo) dove si trova il grosso dei locali notturni.
La tradizione dello spettacolo presso locali, siano essi bar o trattorie, trova origine nella prima diffusione del fenomeno in Italia, con l'apertura di locali notturni adatti anche a piccole forme di spettacolo nella città di Napoli verso la fine del XIX secolo. I letterati catanesi, che erano spesso per lavoro nella città partenopea, portarono la novità anche alla città etnea. Tuttavia dal secondo dopoguerra il fenomeno conobbe una brusca interruzione. Verso la fine degli anni sessanta e nei primi anni settanta vi fu un primo segnale di ripresa, sebbene nuovamente interrotta dal decennio seguente. Altre aree d'attrattiva, sebbene non concentrate come al centro, ma piuttosto distanti tra loro, si trovano anche presso corso Italia, lungo viale Libertà o in piazza Trento: solitamente caotiche di giorno, la notte diventano luoghi poco o per niente affollati, ma nonostante questo anch'esse non sono prive di locali aperti fino a tarda notte.

### I chioschi

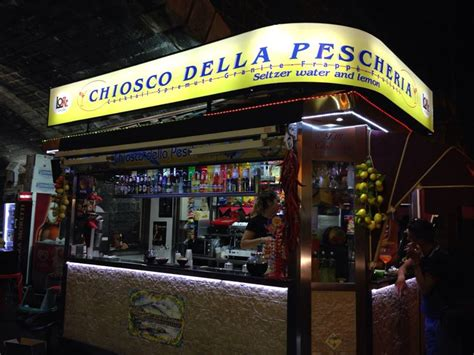
Il chiosco all'interno del mercato ittico storico (la Pescheria), sotto l'arco nº2 e sul percorso principale della processione della santa Patrona nella mattina del 4 febbraio.

Un'importante attrazione culinaria di Catania è senza dubbio il chiosco delle bevande, dove vengono servite bibite dissetanti estive, tipiche della cultura cittadina. I chioschi delle bevande sono unici nel loro genere: un tempo c'erano i venditori ambulanti di bibite (lo zammù – cioè l'anice – innanzitutto): man mano, questa attività si è stabilizzata e da strategici luoghi ombrosi dove appostarsi per vendere rinfreschi ai catanesi soffocati dal caldo, i venditori si sono collocati in queste particolari architetture quadrate o circolari, dalle cui aperture, simili a finestre, essi distribuiscono i preparati.
Il fenomeno dei chioschi ebbe inizio nel 1896 con il chiosco Costa, che si trovava in piazza Stesicoro e che poi venne spostato in piazza Spirito Santo, e il chiosco Vezzosi in piazza Duomo, che in séguito venne messo in piazza Vittorio Emanuele III; successivo di qualche anno è quello di Giammona, che si trovava in piazza Cavour.
Sembra che la tradizione degli sciroppi di frutta mescolati al seltz derivi dall'utilizzo dell'acqua naturalmente effervescente del lago Naftia, nei pressi di Palagonia (la cosiddetta mofeta dei Palici, caratterizzata da forti emissioni di anidride carbonica già sfruttate per fini commerciali e il cui nome richiama chiaramente le proprietà). La bibita più celebre da gustare al chiosco è il seltz al limone e sale, oppure anche una semplice ricetta molto dissetante come il mandarino al limone, a base appunto di sciroppo di mandarino e succo di limone spremuto al momento.

## Cultura

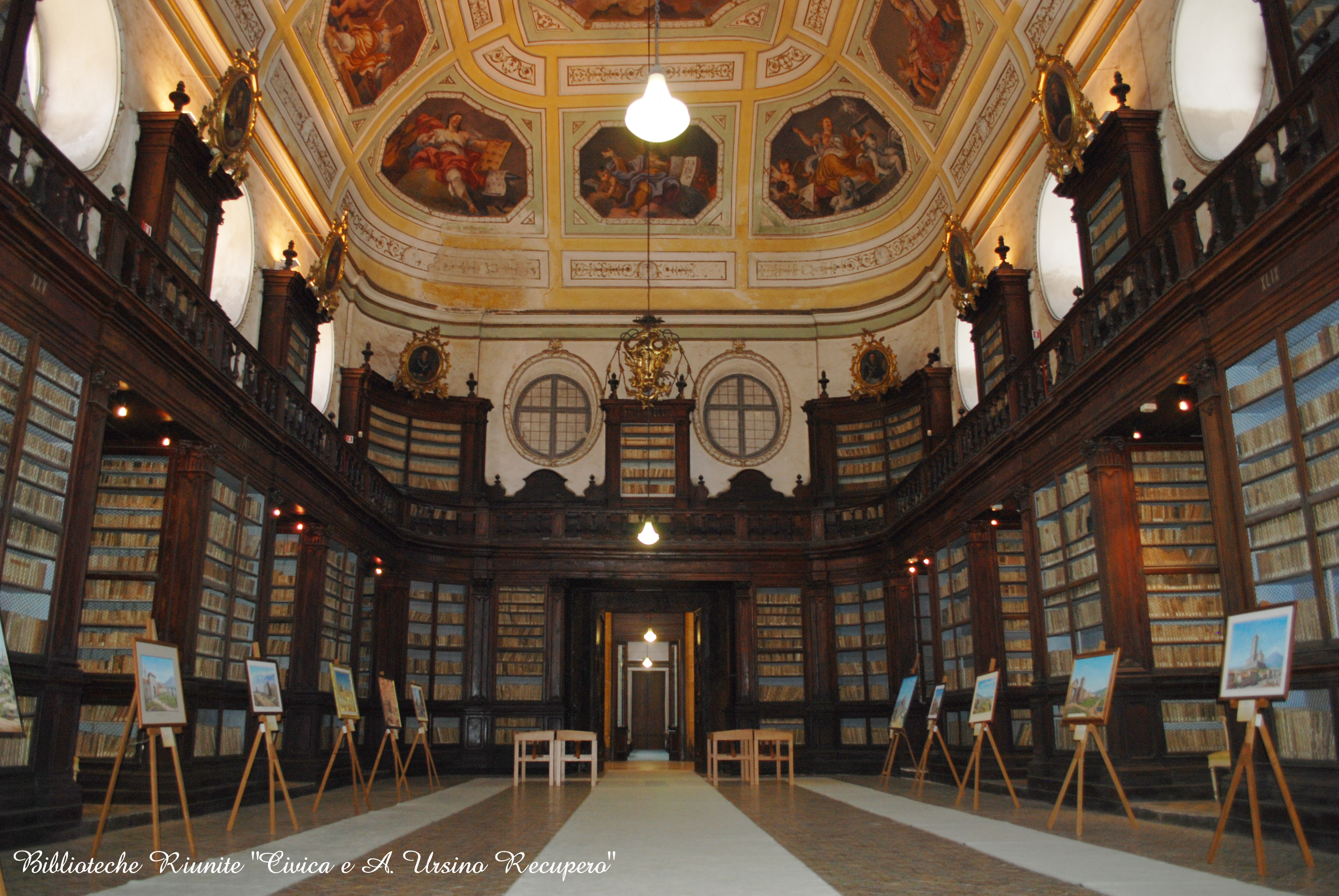
La sala Vaccarini all'interno delle biblioteche riunite Civica-Ursino-Recupero

### Istruzione

#### Biblioteche
Le biblioteche storiche di Catania sono:
- la biblioteca Ventimilliana, aperta al pubblico nel 1755;
- la biblioteca dell'Accademia Gioenia di Scienze Naturali;
- la biblioteca della sezione catanese della Deputazione di Storia Patria per la Sicilia;
- le biblioteche riunite Civica e A. Ursino Recupero (1931);
- la biblioteca Agatina (1572) del Seminario Arcivescovile dei Chierici;
- la biblioteca del Palazzo dell'Università (dal 1875 conserva il fondo del vescovo Salvatore Ventimiglia).

A queste si sono aggiunte nel tempo diverse altre biblioteche, come la biblioteca centrale "Vincenzo Bellini" (1950), la Biblioteca della Città metropolitana di Catania (2004) o le numerose biblioteche scolastiche e universitarie. Fra le biblioteche decentrate di quartiere: la biblioteca intitolata a Rosario Livatino, sistemata nel 2001 all'interno del Castello della Leucatia; la "Concordia"; la "Tondo Gioeni"; la "Giuseppe Montana"; la "Pigno"; la "Monte Po".

#### Università

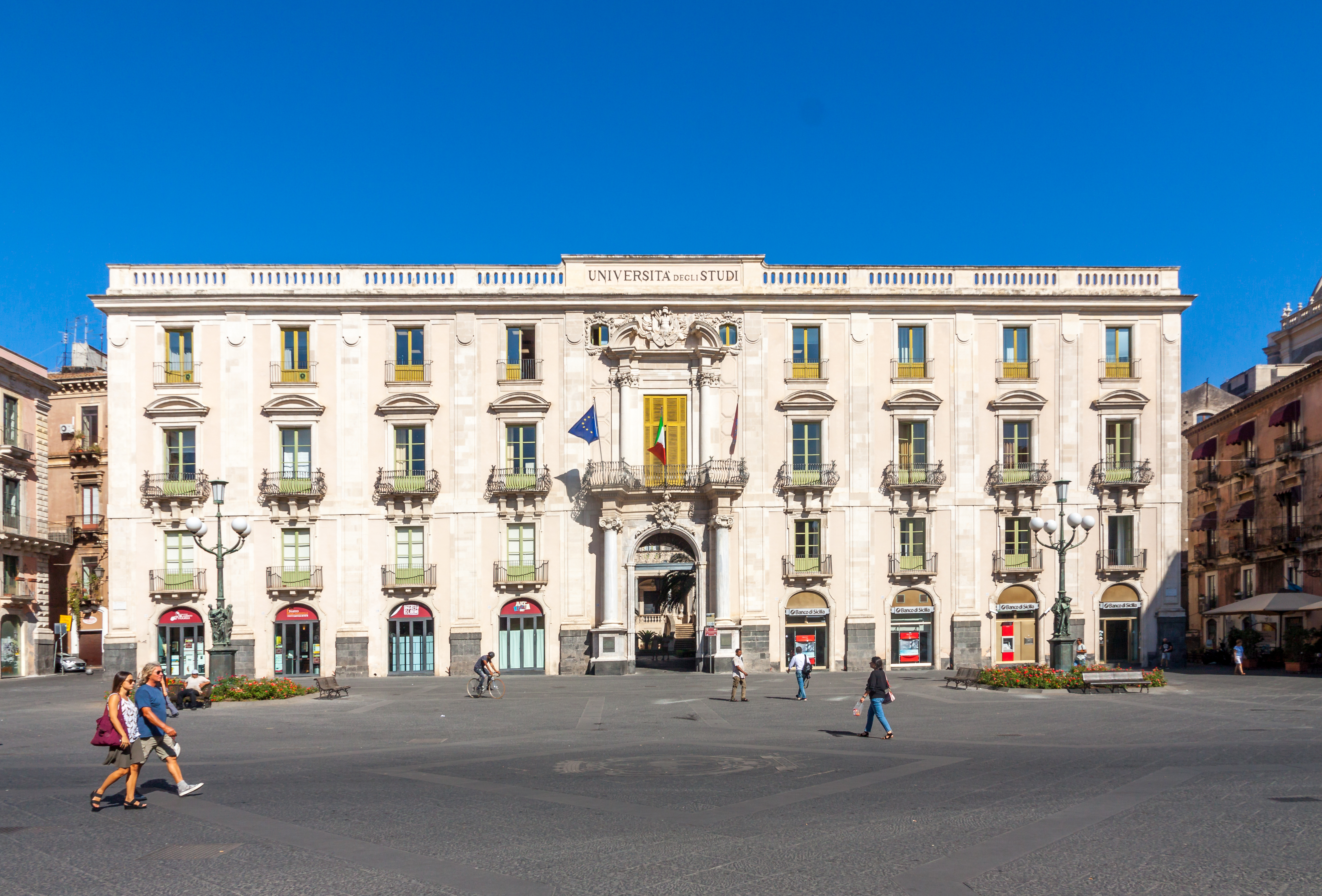
Palazzo San Giuliano - Università degli Studi di Catania

L'Università degli Studi di Catania, fondata nel 1434, è la più antica della Sicilia. È una delle più grandi del Sud Italia, con 56 015 iscritti divisi in ventidue dipartimenti. Sono presenti anche i Laboratori nazionali del Sud facenti parte dell'Istituto nazionale di fisica nucleare.
Inoltre, Catania è sede della Scuola Superiore, uno dei cinque centri d'eccellenza per universitari in Italia, del Conservatorio Vincenzo Bellini e anche di un'Accademia di belle arti.
Nel 2006 ha ospitato i Campionati Europei di Robotica Eurobot 2006, una competizione europea di robotica educativa che ha visto la partecipazione di numerose squadre provenienti da diversi Paesi, organizzata in particolare dal Dipartimento di Ingegneria elettrica elettronica e dei sistemi e dalla Facoltà di Ingegneria.

#### Musei
La città siciliana ospita numerosi musei. Tra i principali:
- Museo Diocesano;
- Museo Civico Castello Ursino;
- Antiquarium regionale del Teatro romano;
- Museo Civico Vincenzo Bellini;
- Casa Museo Giovanni Verga;
- Museo Emilio Greco.

Presso il Centro fieristico "le Ciminiere" (importante ex area industriale, situata nei pressi della Stazione Centrale e completamente ristrutturata negli anni Novanta) sono presenti:
- il Museo storico dello Sbarco in Sicilia - 1943, dedicato allo sbarco degli Alleati in Sicilia durante la Seconda guerra mondiale. Al suo interno è stata realizzata una minuziosa riproduzione di una piazza siciliana prima e dopo un bombardamento, che viene simulato all'interno di un rifugio antiaereo. Il museo contiene una vasta collezione di oggetti e uniformi, armi del tempo, statue in cera dei protagonisti del conflitto bellico, ricostruzioni virtuali dello sbarco ed un minuzioso elenco dei caduti;[85]
- il Museo del Cinema, che contiene cimeli e ricostruzioni di scene famose di film, con una sezione interamente dedicata a Catania come set cinematografico. Dal 2025 ospita anche la OG300[86], macchina da presa inventata a inizio Novecento dal catanese Gaetano Ventimiglia;
- il Museo della Radio d’epoca, con pezzi della collezione realizzata da Francesco Romeo, che ripercorrono le tappe della storia delle telecomunicazioni;
- inoltre, all'interno del complesso si svolgono manifestazioni e mostre periodiche e permanenti, tra cui la "Mostra permanente delle carte geografiche antiche della Sicilia" (Collezione La Gumina)[87].

L'Università di Catania ospita all'interno dei propri dipartimenti ulteriori prestigiosi musei (a carattere accademico e non solo):
- Museo dell'Orto botanico;
- Museo di zoologia;
- Città della Scienza;
- Museo dei saperi e delle mirabilia siciliane;
- Museo di biologia e anatomia umana;
- Museo di mineralogia petrografia e vulcanologia;
- Museo della paleontologia;
- Museo della rappresentazione;
- Archivio ceramografico;
- Museo di archeologia.

Altri importanti musei, pubblici o privati, presenti in città sono:
- Museo arte contemporanea Sicilia (MacS), l'unico museo di arte contemporanea figurativa in Italia, che ospita una collezione di arte contemporanea figurativa internazionale;
- Museo Paleontologico dell'Accademia Federiciana, istituito nel 1996 da Fortunato Orazio Signorello, che accoglie fossili provenienti da ogni parte del mondo, risalenti a un arco di tempo compreso tra il Siluriano (435-395 milioni di anni fa) e il Neozoico (2-1,5 milioni di anni fa);
- Pinacoteca "Nunzio Sciavarello", presso l'ex chiesa di San Michele Minore in piazza Manganelli[90];
- Galleria d'Arte Moderna (GAM)[91];
- Casa Museo "Carmelo Mendola"[92];
- Herborarium Museum, spazio polivalente in cui promuovere l'arte, la cultura, la divulgazione scientifica. Sede del Presidio del Libro di Catania, nonché del primo Caffè Scienza del sud Italia[93];
- Museo degli antichi strumenti di scrittura[94];
- Museo del giocattolo;
- Museo del mare e della pesca;
- Museo della fabbrica del Monastero dei Benedettini;
- Museo e teatro dei Pupi "Fratelli Napoli"[95];
- Museo tattile Borges Stamperie Braille[96];
- Museo del grano[97];
- Museo della Fondazione Kalos[98];
- Museo dell'Etna (in costruzione)[99][100];
- Museo delle Candelore, presso la chiesa di San Nicolò l'Arena;
- Museo di sculture in pietra lavica "Nino Valenziano Santangelo", che ospita le opere dell'artista catanese[101];
- Modern Gallery of Arts and Motors (MOGAM)[102];
- Museo MF Museum Fashion, realizzato dalla stilista Marella Ferrera in un'ala di Palazzo Biscari[103];
- Museo Crociferi - Art and Chocolate[104];
- Società Storica Catanese[105];
- Osservatorio Astrofisico[106].

### Media
La maggior parte dei media della città sono gestiti dall'imprenditore Mario Ciancio Sanfilippo, uno degli uomini d'affari di maggiore rilevanza in Sicilia.

#### Stampa
Catania è sede dei quotidiani regionali La Sicilia, il secondo dell'isola, del Quotidiano di Sicilia e del settimanale di annunci economici Il Mercatino (fondato nel 1978). In passato è stata la sede della rivista I Siciliani e dei quotidiani Il Corriere di Sicilia, L'Isola, i quotidiani della sera Ultimissime e Espresso Sera, il settimanale della Diocesi di Catania Prospettive (stampato dal 1984).
Tra quelli online risultano invece Catania Today e SudPress.
Fra gli altri giornali che appartengono alla memoria della città, si possono citare fra i tanti, Gazzetta di Catania, Sicilia Economica, l'Unione, D'Artagnan (giornale politico di Prospero Pirotti), Myosotis (rivista di lettere e arti), Il riscatto, Unica (rivista mensile d'arte e di mondanità), L'azione, L'attività siciliana, Il giornale di Catania, Giornale del Gabinetto Letterario dell'Accademia Gioenia, Bollettino ecclesiastico dell'Archidiocesi di Catania, ai quali si aggiungeranno, fino all'avvento del regime fascista, Minerva dei Campi (quindicinale di tecnica agraria e zootecnica), Giornale dell'Isola, Il Monserrato, La Provincia di Catania, La Polemica Siciliana (direttore da Alberto Scabelloni), Il Popolo di Sicilia (fondato da Gennaro Villelli), Corriere di Catania, ma anche L'Unità (edizione Catania), Catania Rivista del Comune, L'amico della gioventù (rivista dello studente), Catania Sera (fondato nel 1954 ed edito fino agli anni '90), la rivista Farfalle (Titomanlio Manzella, fondatore).
Sono più recenti Rivista (del Teatro Massimo Bellini), Camene (rivista di Lettere Arte Scienza), il Grido (settimanale di cine, sport, arte, moda, attualità), La Tecnica della Scuola, Catania oggi, Catania Sera, Catania Medica, Formazione Psichiatrica, Rivista Storica Siciliana (diretta da Santi Correnti), Sotto il Vulcano, Lemonade (free press), I Vespri, Il Piccolo, Incontri (free press diretto da Aldo Motta), AFC (rivista dell'associazione Amici della Ferrovia di Catania), il magazine Paesi Etnei Oggi (dal 1994), Rivista del Calcio Catania e dal 2002 al 2008 Pianeta Catania Stadio, il periodico di informazione calcistica free-press I RossoAzzurri (dal 2006). Esistono testate di breve durata come nel caso di Stilos, Casablanca, La Zona Franca, Katane, Corridoio - Porte d'interferenza apparse nei primi anni Duemila.

#### Radio
In città sono presenti diverse emittenti radiofoniche: alcune a carattere regionale come Radio Amore, Radio Telecolor, Radio SIS, e altre a livello locale quali Radio Video 3, Radio Catania, R.S.C., Studio 90 Italia, Radio Sgrusciu, Antenna Uno, Antenna Trinacria, Radio Onda Blu, Radio Zammù, Radio Smile, Radio Lab e Bella Radio.

#### Televisione
Catania è sede di emittenti televisive quali: Antenna Sicilia, Sicilia Channel, Telecolor, Video 3, Telejonica, Telesicilia color, Ultima TV, D1 Television, D2 Channel e Sestarete.

### Teatro

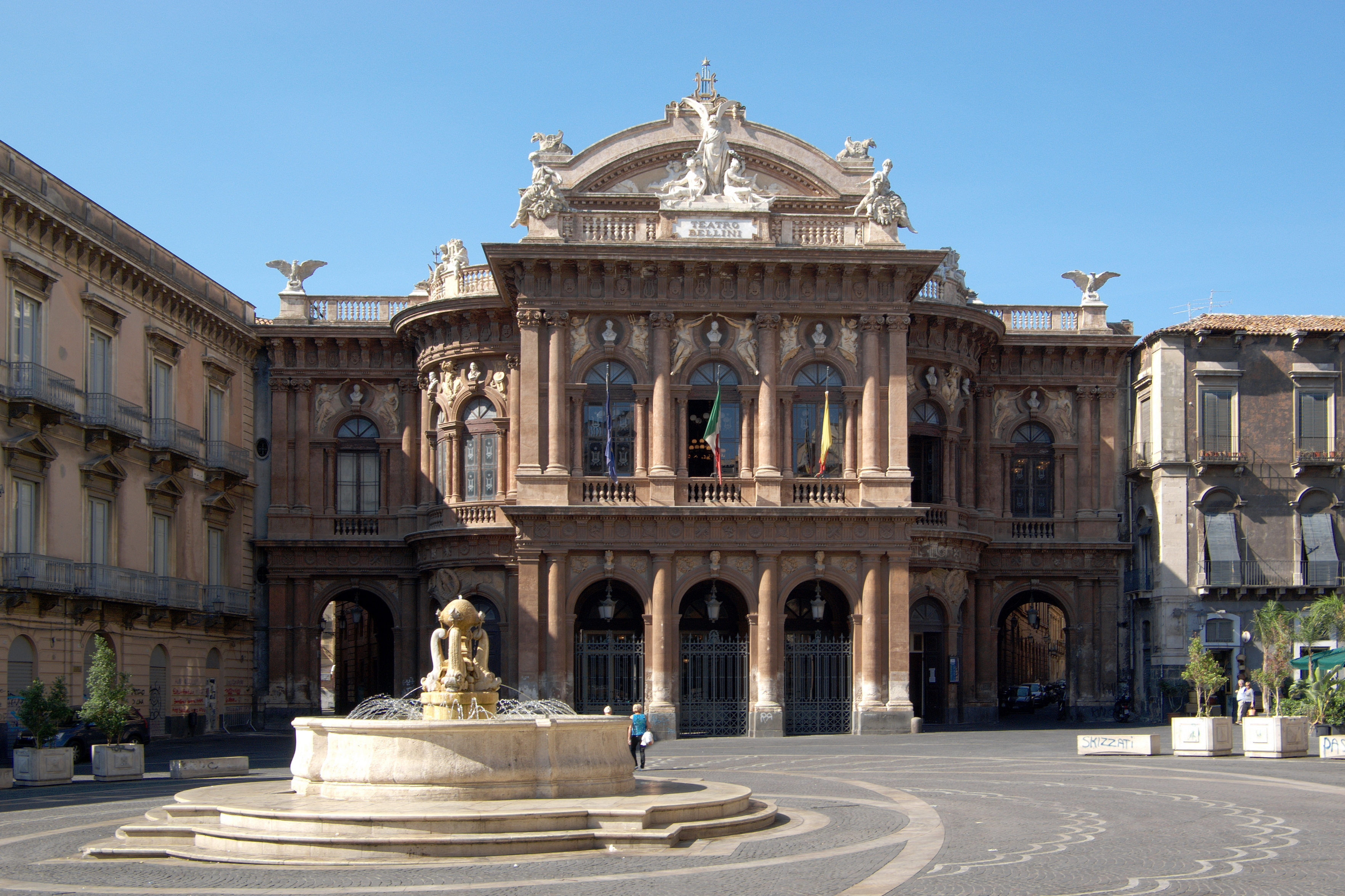
Teatro Massimo Vincenzo Bellini

Catania è la città a più alta densità teatrale della Sicilia. Molteplici le compagnie teatrali che vi operano, sia professionali che amatoriali. Il più importante teatro della città è il Teatro Massimo Vincenzo Bellini, costruito, seguendo lo stile dell'Opera di Parigi, dagli architetti Andrea Scala e Carlo Sada alla fine del XIX secolo e inaugurato nel 1890; è un teatro lirico di tradizione, vanta un'orchestra sinfonica e un coro stabile ed è sede di stagione operistica e concertistica. Da alcuni anni dispone della sala del Teatro Sangiorgi che viene utilizzata per concerti di musica da camera e per prove di spettacoli. Molto attivi sono inoltre il Teatro Stabile (che svolge le sue attività sia nel Teatro Verga che nel Teatro Musco) e il Teatro Metropolitan, nonché il Piccolo Teatro. Esistono poi il Teatro Ambasciatori e il Teatro Erwin Piscator.

### Cinema
- Cabiria di Giovanni Pastrone (1914)
- Casta Diva di Carmine Gallone (1935)
- La terra trema di Luchino Visconti (1948), dal romanzo I Malavoglia di Giovanni Verga
- L'arte di arrangiarsi  di Luigi Zampa (1954)
- Il bell'Antonio di Mauro Bolognini (1960), dal romanzo omonimo di Vitaliano Brancati
- La sposa bella di Nunnally Johnson e Mario Russo (1960), dal romanzo di Bruce Marshall
- Divorzio all'italiana di Pietro Germi (1961)
- Don Giovanni in Sicilia di Alberto Lattuada (1967)
- Un bellissimo novembre di Mauro Bolognini (1969)
- Malizia di Salvatore Samperi (1973)
- Paolo il caldo di Marco Vicario (1973), dal romanzo di Vitaliano Brancati
- La seduzione di Fernando Di Leo (1973), dal romanzo Graziella di Ercole Patti.
- Mimì metallurgico ferito nell'onore di Lina Wertmüller (1973)
- Paolo Barca, maestro elementare, praticamente nudista di Flavio Mogherini (1975)
- Anni di piombo di Margarethe von Trotta (1981)
- Storia di una capinera di Franco Zeffirelli (1993)
- La Piovra VII di Luigi Perelli (1995) (settimo film per la TV della celebre saga)
- Mundo civilizado di Luca Guadagnino (2003)
- Il bell'Antonio di Maurizio Zaccaro (2005) (film per la TV)
- Nuovomondo di Emanuele Crialese (2006)
- L'uomo di vetro di Stefano Incerti (2006), dal romanzo omonimo di Salvatore Parlagreco
- I Viceré di Roberto Faenza (2006), dal romanzo di Federico De Roberto
- Il sole nero di Krzysztof Zanussi (2006)
- Una notte blu cobalto di Daniele Gangemi (2008)
- La matassa di Ficarra e Picone (2009)
- Le ultime 56 ore di Claudio Fragasso (2009)
- I baci mai dati di Roberta Torre (2010)
- Tuttapposto di Gianni Costantino (2019)

A Catania già nei primi anni del Novecento, proprio agli albori del cinema, sorsero varie case di produzione cinematografica: la "Morgana Film" da non confondersi con una omonima società romana, Etna film, Katana film, Sicula film e Jonio film. In questo periodo, in città, vennero girate alcune scene di Cabiria, considerato il più grande kolossal e il più famoso film italiano del cinema muto.

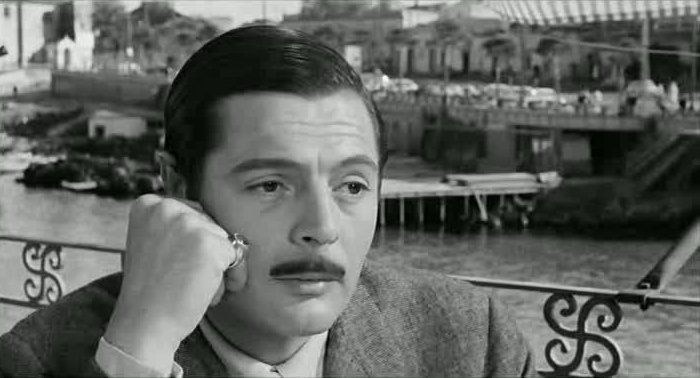
Mastroianni in Divorzio all'italiana, nello scenario del porto di Ognina

La produzione cinematografica di Catania durò solo pochi anni, poi dopo la guerra essa si concentrò a Roma, sino alla crisi che colpi il settore in Italia per tutti gli anni venti. Tentativi di rilancio successivi, ma senza seguito, furono quelli di Ugo Saitta nel 1935 con il film Clima puro, e Lo voglio maschio, con Tuccio Musumeci, nel 1971.

### Musica

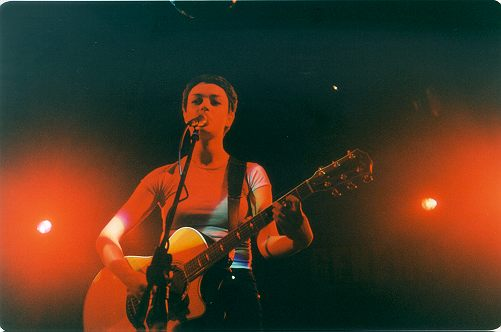
Carmen Consoli ai Magazzini Generali di Milano (2000)

La più grande gloria artistica della città di Catania è il musicista Vincenzo Bellini, nato in questa città nel 1801 e morto presso Parigi nel 1835, autore di numerose opere liriche, tra le quali capolavori come Norma, La sonnambula e I puritani. Tra i musicisti che hanno lasciato una profonda impronta si ricordano: Pietro Antonio Coppola, Giovanni Pacini, Pietro Platania e un pronipote di Bellini, Ascanio Bazan (1857-1943).
Nel campo della musica colta Catania ha dato i natali anche ad altri illustri compositori del Novecento: Francesco Paolo Frontini, Giuseppe Perrotta, Alfredo Sangiorgi, Aldo Clementi, Francesco Pennisi, Roberto Carnevale, Emanuele Casale e Matteo Musumeci.
Negli anni compresi fra il 1910 e il 1940 la canzone dialettale catanese d'autore ebbe un periodo d'inaspettato splendore e popolarità, nonostante le censure del regime fascista nei confronti delle lingue parlate, tant'è che esistevano spesso due versioni (italiano/siciliano) del medesimo brano. Fra gli autori di queste canzoni e canti ci furono Gaetano Emanuel Calì, Gianni Bucceri, Santo Santonocito, Salvatore Riela (1897-1981), il citato Frontini, Francesco Pastura, Giovanni Gioviale (1885-1949), Luciano Maglia (1908-1980), rappresentanti tutti della musica siciliana popolare.
A partire dagli anni sessanta Roberto Pregadio diresse alcune colonne sonore di film di genere. Pippo Caruso, direttore delle orchestre Rai di Roma e Milano, del Festival di Sanremo, realizzò sigle televisive e dischi per numerosi artisti nazionali. La pianista Dora Musumeci si occupò di arrangiamenti jazz di canzoni di musica leggera per radio, teatro e cinema.
Nei primi anni settanta si fecero notare Plinio Maggi, vincitore del Castrocaro '65, i Beans in gara a Sanremo '78, Gianni Bella, Marcella Bella. Una carriera di collaborazioni significative ebbe Farida. Successivamente sono sorti decine di nuovi gruppi musicali e cantautori (da Umberto Balsamo a Cristiano Malgioglio, a Vincenzo Spampinato). Il più importante è probabilmente Franco Battiato, celebre cantautore nato e cresciuto a Riposto, nella città metropolitana di Catania, le cui sperimentazioni musicali hanno influenzato molti altri autori. Nel genere disco i fratelli La Bionda, nati a Ramacca, dopo il passaggio al Festival di Musica d'Avanguardia e di Nuove Tendenze (1972), fondarono il gruppo dei D. D. Sound, conquistando le classifiche di mezza Europa.

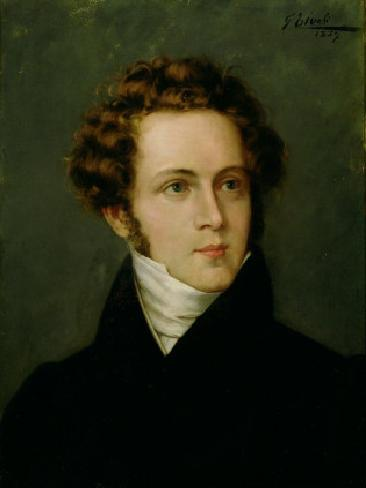
Vincenzo Bellini

Successivamente sono arrivati i Denovo di Mario Venuti e Luca Madonia, Gerardina Trovato, Carmen Consoli (lanciata dalla casa di produzione di Francesco Virlinzi), gli Sugarfree, Mario Biondi, Antonella Arancio (due anni al Festival di Sanremo, nel '94 e nel '95) e molti altri.
Alla scena rock degli anni ottanta e novanta appartengono gli Schizo, gli Uzeda, i Flor de Mal e i Pyrosis. I Boppin' Kids, band di rockabilly e psychobilly, parteciparono a Sanremo Rock. Lo showman Fiorello reinterpretava grandi successi della musica italiana e internazionale. Allo stesso periodo risale il Festival della nuova canzone siciliana che per certi aspetti rappresentò forse un modo per riscoprire sonorità e espressioni linguistiche in disuso, rinverdendo una tradizione che risaliva ai tempi dei cantastorie (si pensi a Ciccio Busacca, Vito Santangelo, Orazio Strano e a tanti altri). Per altro verso, tra i rappresentanti di punta più apprezzati della canzone melodica napoletana in città va menzionato almeno Gianni Celeste. Eppure, negli anni novanta, Catania si conquistò l'appellativo di "Seattle del sud", per la rilevanza internazionale della sua scena musicale (molte band internazionali scelsero in quegli anni Catania come unica data in Italia dei loro tour). Nel 1994 il progetto The Happy Island propose il primo brano house, interamente ideato da tre deejay delle discoteche della città. Importante è stato poi il contributo di artisti che hanno sfruttato il siciliano per creare un caratteristico stile comico, come i Piscarias e il cantante Brigantony. I Lautari si sono invece dedicati alla riscoperta, in chiave moderna, del repertorio tradizionale siciliano. The Acappella Swingers, catanesi anch'essi, ripropongono le sonorità del doo-wop degli anni Cinquanta.
Negli anni duemila Patrizia Laquidara si aggiudicava il Premio Mia Martini della Critica e il premio Alex Baroni a Sanremo 2003. Di breve durata fu la carriera dell'esordiente Veruska. Con la nascita di talent show televisivi come X Factor, emerge Lorenzo Fragola che più tardi parteciperà alla 65ª edizione del Festival di Sanremo nella sezione "Campioni".
Al cinema Paolo Buonvino firmerà le colonne sonore per film di registi come Faenza, Virzì, Verdone, Rubini, Muccino. Etta Scollo sperimenterà originali forme di commistione fra folk, jazz, pop e dialetto siciliano. Rita Botto ha ricreato melodie uniche e indimenticabili d'ambientazione mediterranea. Per la musica classica Catania è patria del pianista Francesco Nicolosi che è stato direttore artistico dell'E.A.R. Teatro Massimo Bellini fino al 2019. Il rapper L'Elfo, definito un veterano del hip hop underground catanese, ha proposto svariati singoli in collaborazione con Inoki, MadMan, Nerone, Vacca, spesso corredati da video su YouTube sullo sfondo dell'Etna e delle periferie della città.
La Sea Musica (o Seamusica) è una casa discografica specializzata in città nella produzione di musica folklorica in siciliano e di musica napoletana, esportate nel resto della penisola e all'estero; attualmente produce numerosi cantanti neomelodici e videoclip per le tv locali e per il web; gli artisti più noti della SEA sono Gianni Celeste e Angelo Cavallaro.

## Geografia amministrativa

### Suddivisioni amministrative

Le municipalità di Catania dal 1995 al 2013

Il comune diede avvio al decentramento amministrativo per la prima volta nel 1971, quando furono istituiti 26 quartieri facenti capo ad altrettante parrocchie. Essi furono ridotti nel 1978 a 17 Circoscrizioni, che furono a loro volta riorganizzate nel 1995 in 10 Municipalità. Ognuna è contrassegnata da un numero progressivo e da un nome: I. Centro-San Cristoforo-Angeli Custodi; II. Ognina-Picanello; III. Borgo-Sanzio; IV. Barriera-Canalicchio; V. San Giovanni Galermo; VI. Trappeto-Cibali; VII. Monte Po-Nesima; VIII. San Leone-Rapisardi; IX. San Giorgio-Librino; X. San Giuseppe La Rena-Zia Lisa.
L'Istituzione delle Municipalità

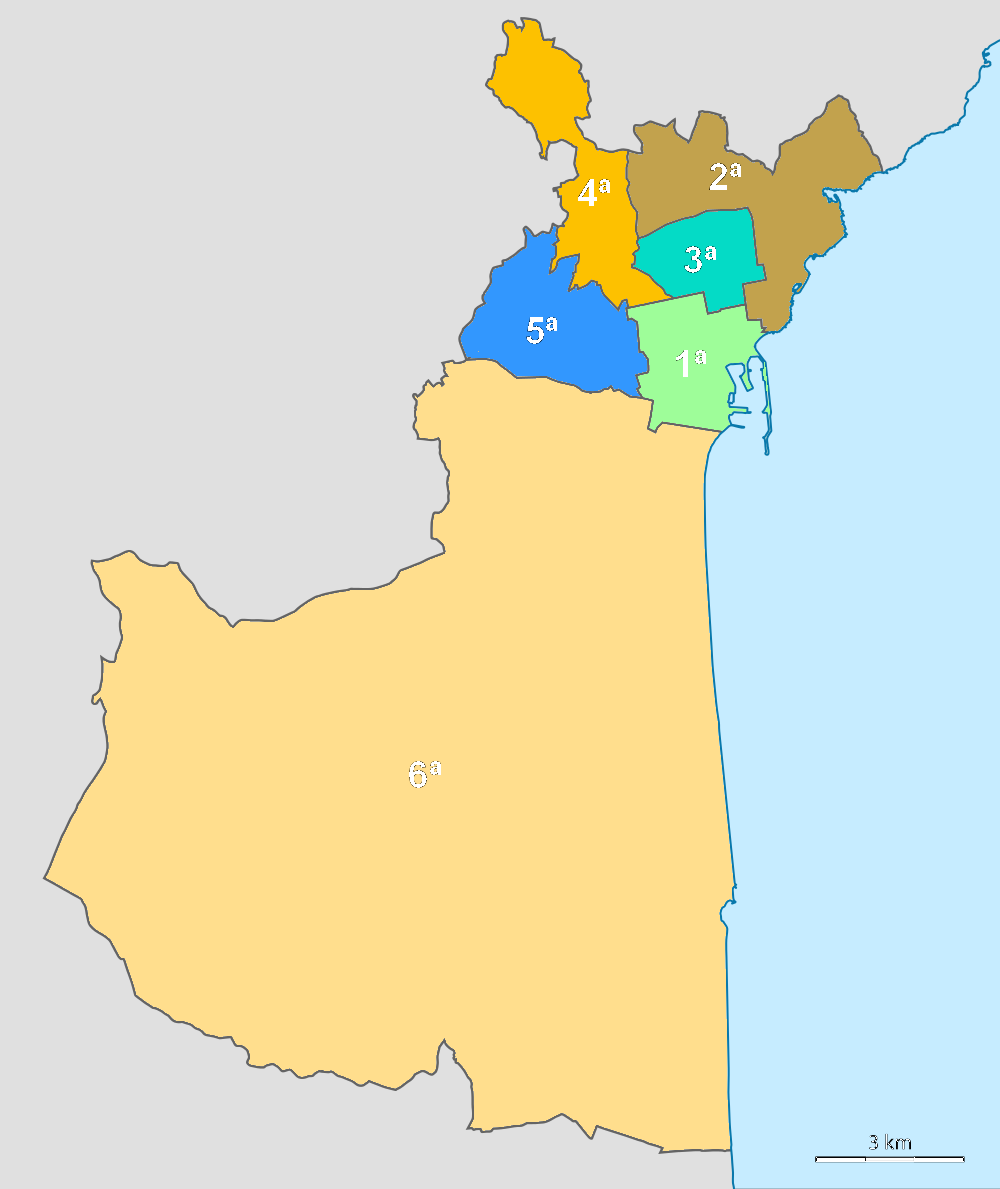
Le Municipalità dal 2013

Con delibera del consiglio comunale nel 2020 è stata disposta l'Istituzione delle Municipalità per sostituire le Circoscrizioni
Pertanto a decorrere dal 2020 le Municipalità saranno organizzate in questa modalità:
- Prima Municipalità (Centro); 1ª Municipio
- Seconda Municipalità (Ognina - Picanello - Barriera - Canalicchio); 2ª Municipio
- Terza Municipalità (Borgo Sanzio); 3ª Municipio
- Quarta Municipalità (S. Giovanni Galermo -Trappeto - Cibali); 4ª Municipio
- Quinta Municipalità (Monte Po - Nesima - San Leone - Rapisardi); 5ª Municipio
- Sesta Municipalità (S. Giorgio - Librino - S. Giuseppe la Rena); 6ª Municipio

### Profilo urbanistico e architettonico
Catania è segnata da profondi sconvolgimenti naturali (in particolare, l'eruzione dell'Etna del 1669 e il terremoto del Val di Noto del 1693), da importanti tentativi di ricostruzione e, nel XX secolo, da ambiziose iniziative tese a favorire un rilancio industriale. La città inoltre porta ancora su di sé le "cicatrici provocate da conflittualità di interessi e da urbanizzazione selvaggia".
Un piano di livellamento, nel secondo Ottocento, ha eliminato i frequenti salti di quota: tale operazione ha lasciato diversi segni sugli edifici, che a volte appaiono caratterizzati, secondo Giuseppe Dato, "fuori da ogni logica compositiva", con porte e finestre che scambiano il proprio ruolo originario.
Anche per la minacciosa presenza del vulcano Etna, il piano compositivo della città appare specialmente legato a una instabilità di riferimento. Si registra anche un'apparentemente fallita convergenza tra l'idea della città nella mente degli architetti (con anche applicazioni virtuosistiche) e i destinatari, i cittadini, con i loro "reali comportamenti insediativi".

#### Il XX secolo: cronistoria urbanistica
- 1932 - viene bandito un concorso nazionale per l'approvazione di un Piano Regolatore Generale[127].
- 1934 - il consiglio comunale approva una fusione del primo e del secondo premio del concorso nazionale.
- 1935 - viene redatto un regolamento edilizio dall'ingegnere Salvatore Giuliano.
- 1942 - la deliberazione del PRG presentato viene restituita, non approvata, dalla Prefettura.
- 1951 - viene abrogato dal consiglio comunale il piano di ricostruzione per il quartiere San Berillo e approvato il piano ISTICA: il 3 luglio 1954 interviene una legge speciale della Regione Siciliana.
- 1954 - il Comune pubblica il PRG, ma la Regione non approva, giudicandolo incompleto e invitando a modifiche.
- 1956 - decade una legge che permetteva al Comune di servirsi del PRG per quanto non approvato: viene istituita una commissione di studio per l'approvazione di un nuovo regolamento edilizio che sostituisca quello del 1935, ancora vigente: la commissione non produce quanto richiesto. Il Comune, allora, affida all'ingegnere Giuliano l'incarico di modificare il regolamento da lui redatto nel 1935, per adattarlo alle mutate esigenze della città. Il nuovo regolamento edilizio viene prodotto da Giuliano, con la collaborazione dell'ingegnere Pardo (membro dell'ufficio tecnico) e dell'architetto Ficara (libero professionista), ma il Comune non lo pubblica.
- 1961 - una nuova amministrazione comunale incarica il professor architetto Luigi Piccinato di redigere un piano che sostituisca quello del 1954. In seguito a forte insistenza da parte dell'amministrazione comunale, Piccinato è costretto a stralciare dagli studi preparatori un programma di fabbricazione.

#### Lo sventramento del quartiere di San Berillo
San Berillo era uno storico quartiere di Catania, densamente abitato e pieno di botteghe di artigiani. Il suo sventramento fu realizzato a partire dalla seconda metà degli anni cinquanta (che coinvolse per lo più i quartieri limitrofi, più che San Berillo propriamente detto), motivato dai politici sia per potere collegare direttamente Piazza Stesicoro con la piazza Papa Giovanni XXIII sia con il fine di estirpare la criminalità e rendere la zona meno malsana, e ha determinato una ferita nel volto della città, oltre ad avere lasciato un vuoto ancora visibile nel suo tessuto urbano e a non fruttare i risultati sperati. Gli sfollati andarono ad abitare una zona che negli anni sessanta era ancora periferica o comunque non regolamentata, indicata dal comune, che corrisponde all'attuale quartiere di San Leone, chiamato anche proprio per questo San Berillo nuovo.

## Infrastrutture e trasporti

### Strade
Catania possiede una delle nove tangenziali presenti in Italia (prosecuzione dell'autostrada A18 Messina-Catania) che contorna la città descrivendo un arco, dal casello autostradale di Catania Nord, piegando verso ovest e dirigendosi infine verso sud per 30 km in direzione di Siracusa; la viabilità di attraversamento cittadino viene completata dalla circonvallazione che si snoda in direzione ovest-est nella parte mediana dell'agglomerato urbano.
Alla tangenziale di Catania sono connesse le autostrade A18 (Catania-Messina), l'A19 (Catania-Palermo) e l'autostrada CT-SR (Catania-Siracusa) che si collega a Villasmundo con la strada statale 114 Orientale Sicula.

### Metropolitana

Mappa della metropolitana di Catania

Catania è l'unica città siciliana a essere dotata di una metropolitana, una delle sette presenti in Italia. La metropolitana di Catania fu inaugurata il 27 giugno 1999, è gestita dalla Ferrovia Circumetnea (FCE) e si estende per circa 10,5 km lungo la linea Nesima - Stesicoro, inclusa diramazione Galatea-Porto. Il servizio passeggeri, attualmente, riguarda solo la tratta Monte Po-Stesicoro, senza la diramazione Galatea-Porto. Dispone di dodici stazioni (Monte Po, Garibaldi, Nesima, San Nullo, Cibali, Milo, Borgo, Giuffrida, Italia, Galatea, Porto (chiusa al pubblico), Giovanni XXIII e Stesicoro). Sono in corso i lavori per la realizzazione della tratta Stesicoro-Palestro, di 2,2 km, con tre stazioni. Sono inoltre state appaltate due importanti tratte, la Palestro-Aeroporto, di 4,6 km, e la Monte Po-Misterbianco Centro, di 2,1 km. Con queste estensioni, la linea si svilupperà su 19,4 km, da Misterbianco centro all'aeroporto Fontanarossa con ventitré stazioni, a cui si aggiungerà la tratta Misterbianco-Paternò.

### Ferrovie e tranvie
La città di Catania è dotata di numerose stazioni ferroviarie delle Ferrovie dello Stato e della Ferrovia Circumetnea. Sin dal 1867 la città è servita dalla stazione ferroviaria di Catania Centrale, che veniva raggiunta dalla ferrovia proveniente da Messina con un tracciato che seguiva la linea di costa dalla Stazione di Cannizzaro, attraverso il borgo di Ognina e il villaggio marinaro di San Giovanni li Cuti (l'intero percorso è quasi tutto in galleria tramite la Galleria di Ognina e quella poco dopo successiva di Cannizzaro). Due anni dopo (1869) venivano aperte la stazione di Catania Acquicella, in seguito all'attivazione del primo tratto della nuova "linea dello zolfo" (poi Palermo-Catania) e la stazione di Bicocca. L'antica fermata di Catania Ognina (in servizio regolare dopo la soppressione, nel 1934, della tranvia proveniente da Acireale con termine corsa nella centrale piazza del Duomo) è stata sostituita dalla nuova, omonima stazione del Passante ferroviario realizzata alcune centinaia di metri più a sud. Tale stazione fa parte del servizio metropolitano RFI di prossima attivazione (vedi paragrafo seguente).
Dal 1895 la città è servita dalle stazioni della Ferrovia Circumetnea: la stazione principale è quella di Catania Borgo, che comprende il deposito locomotive e le officine sociali. Nel territorio comunale insistono anche le stazioni di Cibali e di Nesima. Dal Borgo la ferrovia proseguiva in sede semipromiscua con la traversata diagonale della città lungo il Corso delle Provincie e sul viale Jonio; lungo tale percorso erano in funzione le fermate di Corso Italia, Caito e Stazione con termine corsa nella stazione di Catania Porto. All'inizio degli anni ottanta la circolazione fu limitata a Corso Italia con corse merci o di servizio occasionali per il porto. Tale prosecuzione cessò durante i lavori della metropolitana. Tutta la traversata fu infine dismessa nel 1999 in seguito all'attivazione della sottostante metropolitana.

### Passante Ferroviario urbano
Il 24 luglio 2017 è stato inaugurato il primo tratto del passante ferroviario urbano di Catania su cui è prevista l'istituzione di un servizio di tipo metropolitano. Il servizio comprende la sezione ferroviaria costituita dalle stazioni di Giarre-Riposto, Carruba, Guardia Mangano, Acireale Bellavista (di prossima realizzazione), Acireale, Cannizzaro, Catania Ognina, Catania Picanello, Catania Europa, Catania Centrale, Catania Acquicella, Catania Aeroporto Fontanarossa, Bicocca e Passomartino. Il servizio, eventualmente, potrà estendersi a sud sino a Lentini.

### Porti

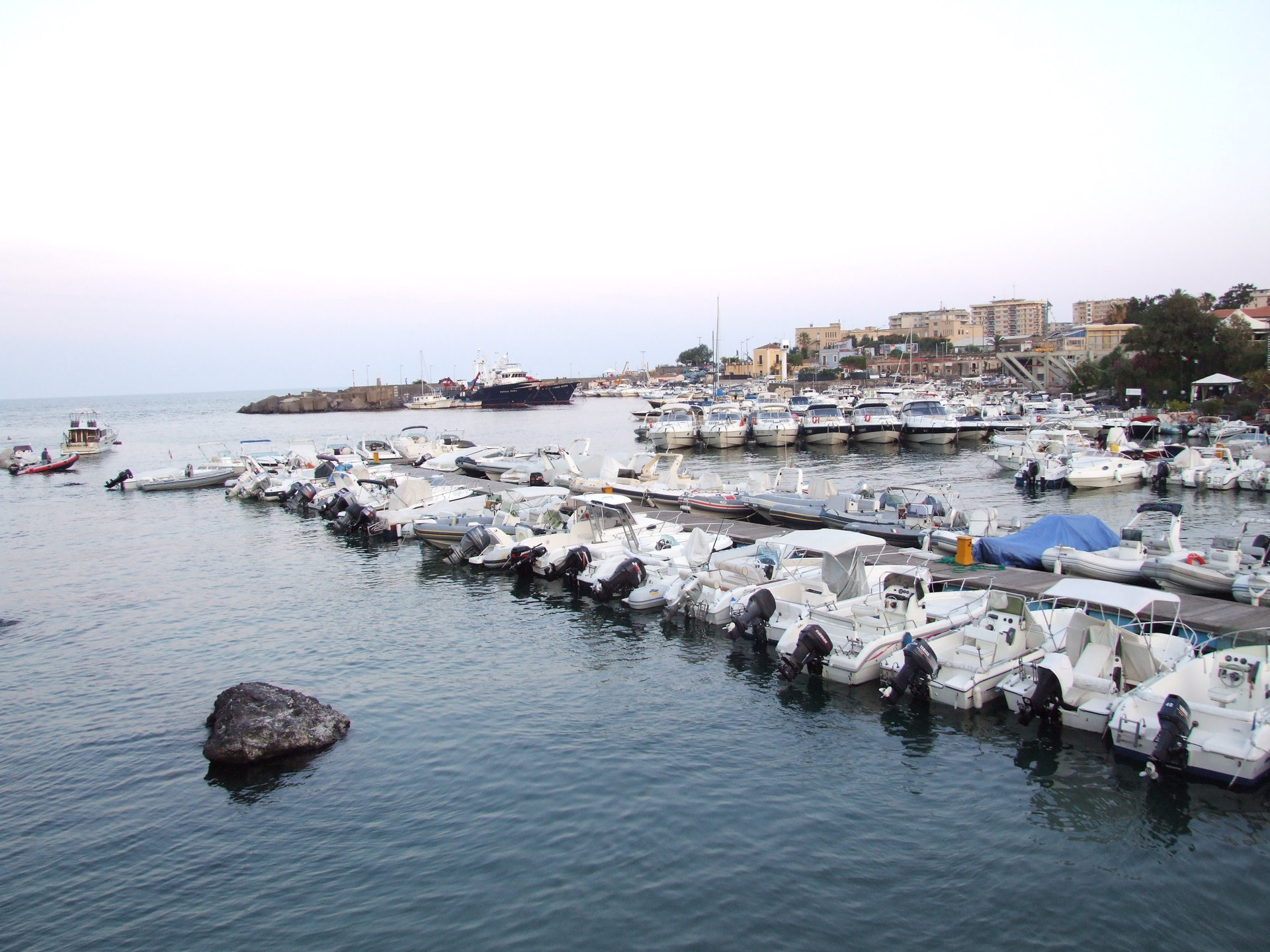
Porto Ulisse a Ognina

La città è servita da un grande porto commerciale e turistico nonché da alcuni porti più piccoli, turistici e da pesca: il Porto Ulisse a Ognina, il Porto Rossi e il Porticciolo di San Giovanni Li Cuti.

### Aeroporti

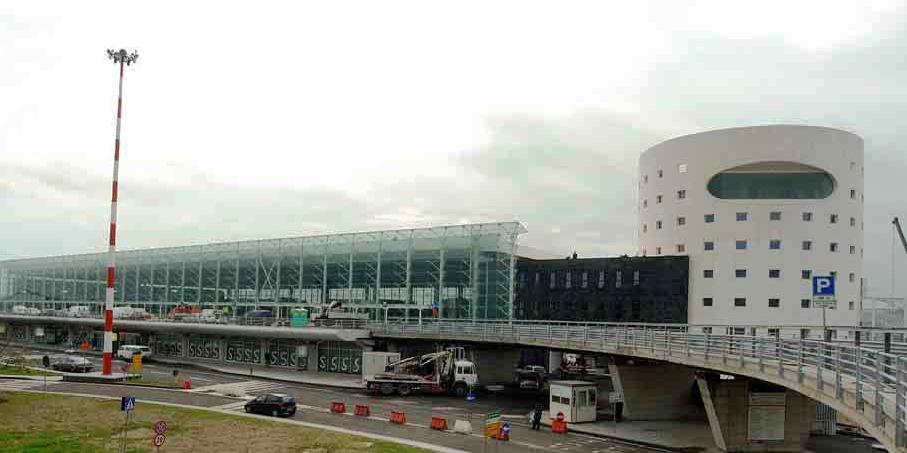
Aeroporto Fontanarossa di Catania

L'Aeroporto Vincenzo Bellini di Catania è il quinto aeroporto italiano per numero di passeggeri (vedi la lista degli aeroporti più trafficati d'Italia) e il principale della Sicilia. La tratta Catania-Roma è la più trafficata a livello nazionale e la quarta in Europa. È servito da numerose compagnie aeree di linea e low-cost, con molteplici destinazioni nazionali, internazionali e intercontinentali.

### Telecomunicazioni
La città è un importante landing point per diversi cavi sottomarini del Mediterraneo diretti verso Malta, Europa e Medio Oriente.
Cavi sottomarini connessi:
- SEA-ME-WE 5
- IMEWE
- MedNautilus
- Epic Malta-Sicily Cable System (EMSCS)
- Italy-Malta

### Mobilità urbana; autobus
Il sistema dei trasporti a Catania è in crisi. Decenni di carenza progettuale non hanno permesso lo sviluppo di un sistema organico; la mancanza di progetti validi non ha permesso l'accesso ai contributi e ai finanziamenti con serie ripercussioni sulla qualità dei servizi.
Un'indagine condotta da un'associazione di consumatori su un campione di 2200 utenti dei trasporti pubblici di Milano, Genova, Bologna, Roma, Napoli e Catania constatava nel 2006, fra l'altro: «il 66% dei catanesi intervistati considera insufficiente la puntualità degli autobus, mentre il 58% è insoddisfatto della copertura della rete della metropolitana.»
La rete degli autobus urbani, gestita dall'Azienda Metropolitana Trasporti (in origine Azienda Municipale Trasporti), pur disponendo di numerose linee su tutto il territorio comunale e non solo, soffre una cronica inadeguatezza e inefficienza, sia a causa di ripetuti problemi economici che per la difficile convivenza con il traffico e soprattutto la sosta (spesso illecita) di mezzi privati, con pochissime corsie preferenziali protette. Con la trasformazione dell'Amt in S.p.A. è iniziato un riordino dell'intero comparto del trasporto su gomma. Una prima linea "BRT" (Bus Rapid Transit) funziona dal 2013 collegando il parcheggio scambiatore "Due obelischi" a nord della città a piazza Stesicoro in centro città, mentre un secondo parcheggio scambiatore a Nesima, adiacente alle omonime stazioni della Ferrovia Circumetnea e della Metropolitana, ha accentrato altre linee urbane su gomma anche in previsione dell'istituzione di una seconda linea BRT. Dal parcheggio scambiatore di Fontanarossa, infine, transitano le linee veloci "Librino Express" e "Alibus" (quest'ultima collega l'aeroporto con la stazione ferroviaria di Catania Centrale).
Numerose sono le compagnie di bus che svolgono servizio extraurbano collegando Catania ai centri dell'hinterland, alle altre città regionali e nazionali: tra le principali, si ricordano l'Ast (Azienda Siciliana Trasporti), la Fce (Ferrovia Circumetnea), la Sais, l'Interbus e l'Etna trasporti.
Catania dispone di piste ciclabili che coprono una lunghezza di circa 8 km.

## Sport

### Impianti sportivi principali
- Complesso polisportivo di Cibali:
  - Stadio "Angelo Massimino", principale impianto sportivo della città, inaugurato nel 1937. L'attuale capienza è di 20.204 posti a sedere[137]; è dotato di un campo da calcio in erba naturale, di una pista d'atletica ad otto corsie, nonché di diverse palestre situate sotto gli spalti. Ospita le partite interne della squadra di calcio del Catania FC. In passato ha ospitato le partite interne di altre compagini, tra cui l'Atletico Catania, la Massiminiana e la Jolly Componibili (squadra di calcio femminile campione d'Italia nel 1978).
  - Palazzetto dello Sport "Luciano Abramo" (ex PalaSpedini), inaugurato nel 1967 e dotato di due tribune. Ospita diverse discipline sportive, tra cui il volley: è stato l'impianto in cui giocarono le due squadre della pallavolo catanese campioni d'Italia, ovvero la Paoletti Catania (scudetto maschile nel 1977-78) e la Torre Tabita/Alidea (scudetto femminile nel 1979-80).
  - Cibalino, campo d'allenamento in erba naturale, situato alle spalle della Curva Sud dello stadio "Angelo Massimino". L'impianto è dotato di due tribune poste sui lati lunghi del rettangolo di gioco. Malgrado il campo abbia dimensioni ridotte (che non lo rendono omologabile per i campionati di categorie superiori), attualmente è utilizzato dal Catania FC per gli allenamenti della prima squadra.
- Cittadella dello Sport di Nesima (via Filippo Eredia): 
  - Piscina comunale olimpica a otto corsie, dotata di tribuna da 500 posti, vasca tuffi completa di tribuna e vasca d'ambientamento. Qui gioca in casa la squadra pluricampione di pallanuoto femminile Orizzonte Catania.
  - PalaNesima: originariamente capace di 6.500 posti, vi si giocarono i III Giochi mondiali Militari del 2003. Attualmente in stato di abbandono, il Comune di Catania ha presentato un progetto per il suo completo recupero, per destinarlo ad eventi sportivi e concerti.[138]
  - Campo da calcio di Nesima, in erba sintetica (dal 2022), è dotato di una tribuna scoperta ed è l'attuale sede delle partite ufficiali delle formazioni giovanili maschili e femminili del Catania FC.
  - Campi da calcio a 5.
- PalaCatania: palasport inaugurato nel 1997 per la XIX Universiade, situato in corso Indipendenza nel quartiere di San Leone. Capace di 4.400 posti, è utilizzato per incontri nazionali ed internazionali di varie discipline sportive, quali volley, pallacanestro, pallamano, calcio a 5, arti marziali ed altre discipline, nonché per concerti di vari artisti nazionali ed internazionali. Vi si sono disputate alcune partite dei Mondiali di volley maschile del 2010. Vi gioca la Meta Catania C5 (campione d'Italia di calcio a 5 maschile 2023-24 e 2024-25).
- Complesso sportivo del Villaggio Santa Maria Goretti (nell'omonimo quartiere, nei pressi dell'aeroporto):
  - Stadio "Benito Paolone", con due tribune (delle quali, la principale è interamente coperta) per circa 6.000 posti complessivi, dove sono di casa la squadra di rugby dell'Amatori Catania e quella di football americano dell'Elephants Catania. L'impianto dispone anche di un campo d'allenamento situato alle spalle della tribuna più piccola.
  - Campo di Zia Lisa, situato quasi accanto allo stadio di rugby, al confine con l'omonimo quartiere, ospita le partite di varie squadre di calcio.
- Complesso polisportivo della Plaia (viale Kennedy):
  - Piscina olimpica outdoor completa di tribuna con 3.000 posti e vasca coperta per gli allenamenti.
  - Palestra per atletica pesante, volley, pallacanestro.
- Complesso polisportivo Zurria (sito in via Zurria nel quartiere degli Angeli Custodi, nell'ex mattatoio comunale): 
  - Piscina "Francesco Scuderi", che ospita varie società sportive, tra cui la squadra di pallanuoto maschile della Nuoto Catania.
  - PalaZurria, palasport che ospita varie discipline sportive indoor, tra cui la pallacanestro ed il pattinaggio artistico.
- Complesso polisportivo del CUS Catania (presso la Cittadella Universitaria):
  - Stadio del CUS, utilizzato per l'atletica leggera, il rugby (con la squadra del CUS Catania Rugby) ed altre discipline sportive outdoor. Vi si svolge anche il Palio d'Ateneo tra le facoltà dell'Università di Catania.[139] L'impianto è dotato di due tribune scoperte.
  - Varie palestre e campi sportivi.
- Palaghiaccio: impianto polisportivo, utilizzato inizialmente per le discipline su ghiaccio e successivamente anche per tante altre attività sportive, oltre che per eventi musicali e culturali. Attualmente ha una capacità di 2.236 posti a sedere.[140] Qui si sono svolti i Mondiali di scherma del 2011. L'impianto si trova in viale Kennedy, sempre nel quartiere della Plaia.
- PalaGalermo: utilizzato per varie discipline indoor, è capace di 500 posti. Qui si sono svolti i campionati mondiali PGS nel 2002. Si trova in viale Tirreno nel quartiere di Trappeto.
- PalaNitta: utilizzato per varie discipline indoor, tra le quali il pugilato, capace di 700 posti totali. Si trova in viale Nitta, nel quartiere di Librino.
- Campo "San Teodoro Liberato": utilizzato per le partite sportive dei Briganti Rugby Librino. Dotato di una tribuna scoperta, si trova anch'esso nel quartiere di Librino.
- Campo "Cardinale Dusmet": utilizzato per le partite di hockey su prato, è dotato di una tribuna in tubolari metallici. L'impianto è situato in via Nuovalucello, nel quartiere del Villaggio Dusmet (al confine con il Comune di Tremestieri Etneo).
- Campo di Monte Po: realizzato in occasione della XIX Universiade, è situato nell'omonimo quartiere al confine ovest della città ed è dotato di un'ampia tribuna scoperta. Nel 2022 è stato affidato in gestione all'USD Atletico Catania.[141]
- Campo Scuola: situato nel quartiere di Picanello, è destinato all'atletica leggera. Ha una piccola tribuna scoperta.

### Calcio
- Catania FC
- USD Atletico Catania
- Atletico 1994
- Catania San Pio X

### Futsal
- Meta Catania Calcio a 5

### Pallanuoto
- Orizzonte Geymonat Catania
- Nuoto Catania

### Hockey
- CUS Catania di Hockey su prato
- Catania Flames

### Calcio da spiaggia
- Catania Beach Soccer
- Catania SSD Beach Soccer

### Pallavolo
- Pallavolo Catania
- Alidea Catania
- La coppia di pallavoliste Manuela Malerba e Margherita Chiavaro ha vinto 1 scudetto di beach volley.

### Cricket
- Romolo Murri Catania
- Polisportiva Cirnechi Catania

### Rugby
- Amatori Catania Rugby
- I Briganti Rugby Librino
- CUS Catania Rugby

### Football Americano
- Elephants Catania

### Squash
- New Squash Club Catania

### Pallacanestro
- Grifone[142]
- Gad Etna[143];
- CSTL-Basket[144],
- Costa
- Palmares[145]
- Olympia[146]
- Alfa Basket Catania milita in Serie C 2024-25

### Baseball
- Islanders Catania Baseball

### Manifestazioni sportive

#### Giro d'Italia
Catania è stata sede della cosiddetta "Grande Partenza" del Giro d'Italia nell'edizione del 1976, con il via ufficiale della corsa dato il 21 maggio da piazza del Duomo per effettuare un circuito cittadino, che ebbe la vittoria di Michele Mara. In totale, la città è stata sede di tappa della "Corsa Rosa" in venti occasioni (tredici partenze e sette arrivi).
Tappe del Giro d'Italia a Catania:
- 1930 1ª tappa Messina - Catania, vinta da Michele Mara
- 1930 2ª tappa Catania - Palermo
- 1949 1ª tappa Palermo - Catania, vinta da Mario Fazio
- 1949 2ª tappa Catania - Messina
- 1965 13ª tappa Catania - Taormina
- 1967 7ª tappa Catania - Etna
- 1976 1ª tappa a Catania - Catania, vinta da Patrick Sercu
- 1976 1ª-2ª tappa Catania - Siracusa
- 1986 2ª tappa Sciacca - Catania, vinta da Jean-Paul van Poppel
- 1989 1ª tappa Taormina - Catania, vinta da Jean-Paul van Poppel
- 1989 2ª tappa Catania - Etna
- 1999 2ª tappa Noto - Catania, vinta da Mario Cipollini
- 1999 3ª tappa Catania - Messina
- 2003 5ª tappa Messina - Catania, vinta da Alessandro Petacchi
- 2008 3ª tappa Catania - Milazzo
- 2018 4ª tappa Catania - Caltagirone
- 2020 4ª tappa Catania - Villafranca Tirrena
- 2022 5ª tappa Catania - Messina

#### Altre manifestazioni
Fra le classiche dello sport catanese la più nota a livello internazionale è il Trofeo Sant'Agata di corsa su strada, giunto alla 47ª edizione, che ha sempre richiamato un folto gruppo di partecipanti al più alto livello. Fra questi il campione olimpico di maratona all'Olimpiade di Atene 2004, Stefano Baldini.
Il Trofeo internazionale "Spada d'Argento - Francesco Mannino" è dal 1968 una gara di scherma annuale, dedicata alla memoria dello schermidore Francesco Mannino e organizzata dal CUS Catania.
Il Trofeo Trinacria d'Oro di ginnastica artistica, a carattere internazionale, ebbe luogo a novembre dal 1979 al 2012 per 23 edizioni.
Nel 1989 si svolse la fase finale dei Campionati italiani di società di atletica leggera maschili e femminili tra il 21 e il 22 giugno.
Nel 1997 Catania (congiuntamente a Palermo e Messina) è stata la sede della 19ª edizione delle Universiadi e vi si è svolta la manifestazione di chiusura.
Nel 2001 ha ospitato i Campionati italiani assoluti di atletica leggera.
Nel 2003 Catania è stata la sede dei III Giochi mondiali militari e degli affiliati Campionati mondiali militari di atletica leggera (41ª edizione).
Dal 2009 si svolge ogni anno una piccola maratona cittadina di 5 km di solidarietà chiamata CorriCatania.
Nel 2010 ha ospitato alcune gare dei campionati mondiali di pallavolo.
Nel 2011 ha ospitato i campionati mondiali di scherma e i Campionati Europei Maschili di Hockey su Prato EuroHockey Championship III, dal 24 al 30 luglio 2011, presso il Campo Comunale «Cardinale Dusmet».
Nel 2014 ha ospitato una tappa dell'Euro Beach Soccer League e le finali del Campionato italiano di beach soccer.
Nel 1924 fu organizzata la prima Cronoscalata Catania-Etna automobilistica che scriverà da lì in poi pagine importanti dell'automobilismo nazionale e regionale, diventando assieme alla Monte Erice (Trapani) e Coppa Nissena (Caltanissetta) una delle cronoscalate più belle e importanti nel panorama nazionale. Nel 2010 si è disputata l'ultima edizione che fu annullata dopo un incidente grave, fatale per alcuni spettatori, è stata ripresa nel 2021 con un nuovo tracciato.
A metà tra sport e folklore si pone la San Silvestro a mare, una gara internazionale di nuoto che si svolge ogni anno il 31 dicembre presso il porticciolo storico di Ognina.
Nel maggio 2025 ha avuto luogo il Catania Air Show dell'Aeronautica Militare Italiana e Aero Club Catania, con la pattuglia acrobatica delle Frecce Tricolori. A luglio dello stesso anno, si sono svolti gli Stati generali delle Politiche Giovanili, con la presenza del ministro Andrea Abodi.

## Amministrazione

### Consolati

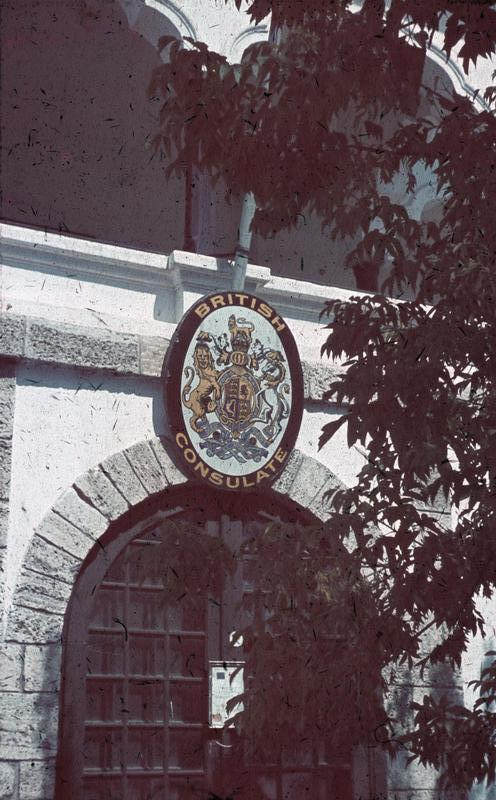
Il consolato britannico di Catania in una foto degli anni '40

La città ospita i consolati di Azerbaigian, Bangladesh, Belgio, Finlandia, Francia, Gran Bretagna, Grecia, Malta, Lettonia, Paesi Bassi, Romania, Senegal, Spagna, Sri Lanka, Sudafrica, Svizzera, Ucraina.

### Gemellaggi
- Grenoble, dal 1961
- El Aaiún - RADS, dal 1999[154]
- Phoenix, dal 2001[155]
- Ottawa, dal 2002
- Oświęcim, dal 2010
- Oxford, dal 2012
- Borgo Maggiore, dal 2015
- Kaliningrad, dal 2017[156]
- Alessandria d'Egitto, dal 2019[157]

### Altre informazioni amministrative
Il comune di Catania fa parte delle seguenti organizzazioni sovracomunali: regione agraria n.8 (Piana di Catania).